# الحرب التركية اليونانية (1919–1922)
الحرب التركية اليونانية من سنة 1919 حتى سنة 1922، والمعروفة أيضًا باسم الحرب في آسيا الصغرى أو حملة آسيا الصغرى أو الحملة اليونانية في حرب الاستقلال التركية  أو نكبة آسيا الصغرى، هي سلسلة من الأحداث العسكرية التي جرت خلال تقسيم الدولة العثمانية بعد الحرب العالمية الأولى بين أيار 1919 وتشرين الأول 1922. دارت الحرب بين اليونان والثوريين الأتراك من الحركة الوطنية التركية، التي قادت في وقت لاحق إنشاء جمهورية تركيا.
بدأت الحملة اليونانية بتشجيع من حلفائها الغربيين، وخاصة رئيس الوزراء البريطاني ديفيد لويد جورج الذين وعدوا اليونان بمكاسب إقليمية على حساب الدولة العثمانية. انتهت الحملة بتخلي اليونان عن كل الأراضي التي اكتسبتها خلال الحرب، والعودة إلى حدود ما قبل الحرب، والانخراط في عملية تبادل السكان مع الدولة التركية في إطار الأحكام الواردة في معاهدة لوزان.
أجبر فشل كافة الحملات العسكرية المنفصلة من قبل اليونان، وأرمينيا، وفرنسا ضد الثوار الأتراك الحلفاء على التخلي عن معاهدة سيفر، وبدأ التفاوض على معاهدة جديدة في لوزان بدلاً من ذلك، اعترف فيها الحلفاء باستقلال الجمهورية التركية وسيادتها على تراقيا الشرقية والأناضول والأقاليم السورية الشمالية.

## الخلفية

### السياق الجيوسياسي

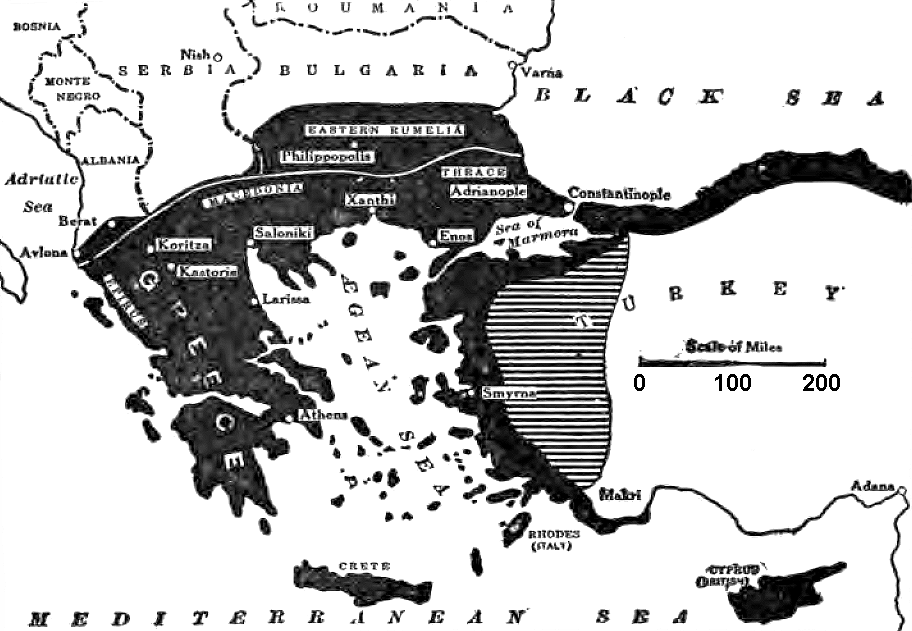
الأراضي التي طالب بها فينيزيلوس عن الدولة اليونانية في مؤتمر باريس للسلام عام 1919. تتوافق المنطقة الشريطية مع المنطقة التي تلتقي فيها الإدعاءات اليونانية والفرنسية.

يرتبط السياق الجغرافي السياسي لهذا الصراع بتقسيم الدولة العثمانية والذي كان نتيجة مباشرة للحرب العالمية الأولى، ومشاركة العثمانيين في مسرح الحرب العالمية الأولى في الشرق الأوسط. تلقت اليونان أمراً باجتياح سميرنا (إزمير) من قبل الحلف الثلاثي كجزء من التقسيم. خلال هذه الحرب، انهارت الدولة العثمانية تماماً، وقسمت أراضيها بين تحالف القوى المنتصرة وانتهت بالتوقيع على معاهدة سيفر في 10 آب سنة 1920.
كان هناك العديد من الاتفاقات السرية بشأن تقسيم الدولة العثمانية نهاية الحرب العالمية الأولى. بينما رمى التحالف الثلاثي وعوداً متناقضة حول ترتيبات ما بعد الحرب فيما يخص مصالح اليونان في آسيا الصغرى.
في مؤتمر باريس للسلام سنة 1919، ضغط إلفثيريوس فينيزيلوس بقوة للحصول على هيلاس (اليونان) موسعة (في فكرة ميغالي) والتي من شأنها أن تشمل المجتمعات اليونانية الكبيرة في إبيروس الشمالية، تراقيا، وآسيا الصغرى. كان الحلفاء الغربيون، وخاصة رئيس الوزراء البريطاني ديفيد لويد جورج، قد وعدوا اليونان بمكاسب إقليمية على حساب الدولة العثمانية إذا دخلت اليونان الحرب في صف الحلفاء. وشملت هذه المكاسب تراقيا الشرقية وجزر إمبروس (جوكسيدا) وتينيدوس (بوزكادا)، وأجزاء من غرب الأناضول حول مدينة سميرنا، أغلب سكانها من العرقية اليونانية.
وقعت كل من إيطاليا وفرنسا وبريطانيا على اتفاقية سانت جان دي مورين في 26 نيسان 1917، والتي رسمت مصالح إيطاليا في «الشرق الأوسط». تجاوز الاحتلال اليوناني لمنطقة إزمير (سميرنا)، والتي عهدت لإيطاليا ضمن الاتفاقية المذكورة، منطقة النفوذ الإيطالي. قبل الاحتلال اليوناني ثار غضب الوفد الإيطالي في مؤتمر باريس للسلام، بسبب إمكانية احتلال اليونان لغرب الأناضول الغربية، وترك المؤتمر ولم يعد إلى باريس حتى الخامس من أيار. أدى غياب الوفد الإيطالي عن المؤتمر إلى تسهيل جهود لويد جورج لإقناع كل من فرنسا والولايات المتحدة بالوقوف إلى جانب اليونان ومنع العمليات الإيطالية في غرب الأناضول.
ووفقا لبعض المؤرخين، كان الاحتلال اليوناني لإزمير الشرارة التي أنشأت الحركة الوطنية التركية. يقول أرنولد توينبي على سبيل المثال ما يلي:
| الحرب التركية اليونانية (1919–1922) | إن الحرب بين تركيا واليونان والتي اشتعلت في هذا الوقت كانت حرباً دفاعية لحماية الأرض التركية في الأناضول. وكان نتيجة لسياسة التحالف الإمبريالية في دولة أجنبية، لم يعطها التحالف حقها في تقدير مواردها وقواها العسكرية. استفزت هذه القوة من قبل الغزو والاحتلال غير المبرر للجيش اليوناني... | الحرب التركية اليونانية (1919–1922) |

### المجتمع اليوناني في الأناضول

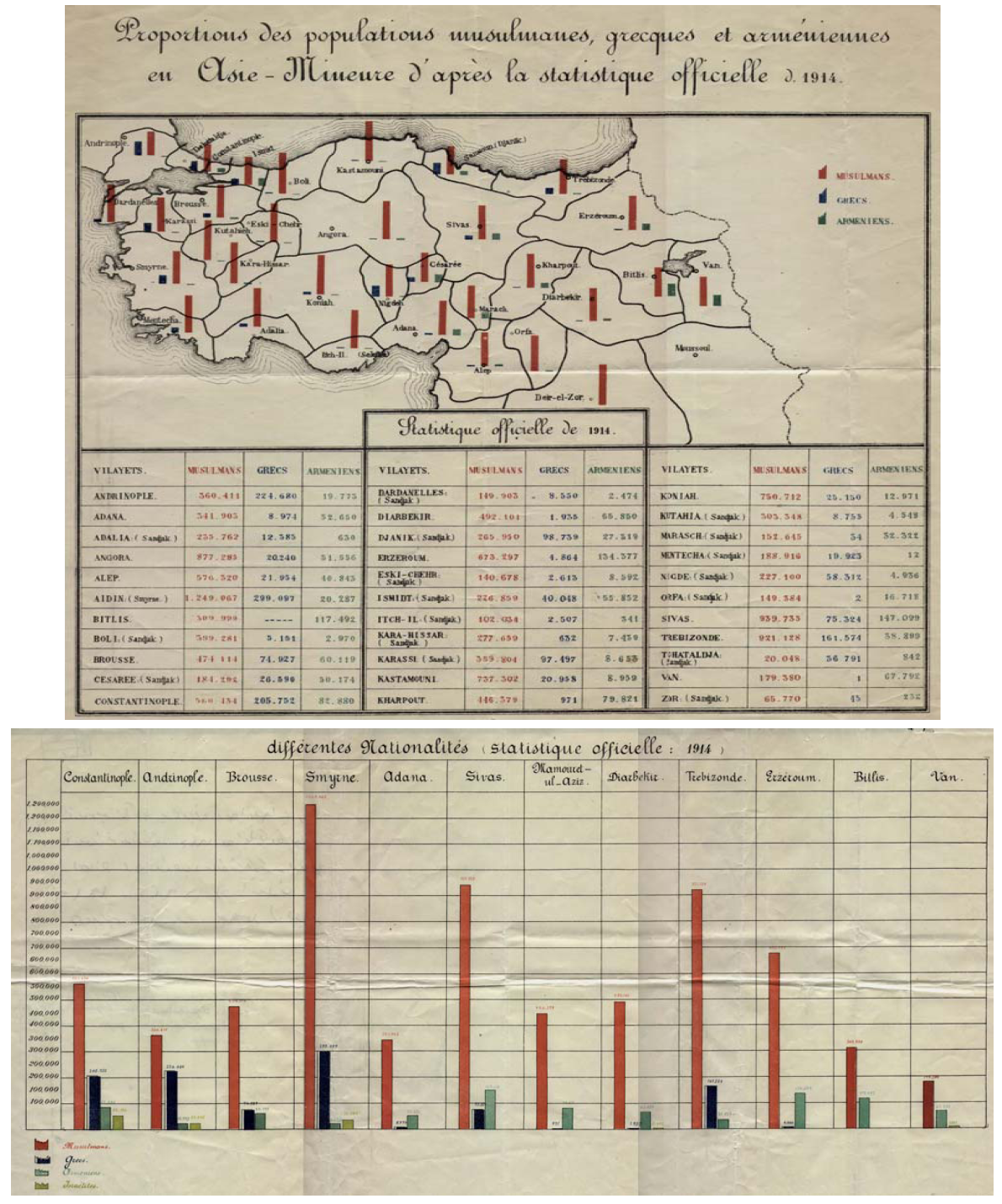
وثائق أرشيفية من سنة 1914 تتحدث عن الإحصاء السكاني في الدولة العثمانية. وصل إجمالي عدد السكان (بما فيهم جميع الملل والقوميات) إلى 20,975,345 نسمة كان نصيب اليونانيين منهم قبل اندلاع حروب البلقان 2,833,370 نسمة (بحسب إحصاء سنة 1909)، ثم انخفض إلى 1,792,206 نسمة (بعد أن فقدت الدولة العثمانية عددًا من أراضيها لصالح اليونان) كما تبين في إحصاء من سنة 1914؛ نشره المؤرخ الأمريكي ستانفورد.ج شاو.

أحد الأسباب التي اقترحتها الحكومة اليونانية لإطلاق حملة آسيا الصغرى، حماية العدد الكبير من الناطقين باللغة اليونانية من السكان المسيحيين أرثوذكس في الأناضول. عاش اليونانيون في آسيا الصغرى منذ العصور القديمة وقبل اندلاع الحرب العالمية الأولى، حيث وصل تعدادهم إلى 2.5 ملايين نسمة خلال عهد الدولة العثمانية. واجه هذا الطرح اليوناني بأنهم يشكلون الأغلبية في تلك الأرض انتقاداً من قبل العديد من المؤرخين. في كتابهما حول السياسة الخارجية البريطانية في الحرب العالمية الأولى وسنوات ما بعد الحرب، كتب سيدريك جيمس لوي ومايكل ل. دوكريل ما يلي: «.... كانت الإدعاءات اليونانية في أحسن الأحوال محط جدل، ربما شكلوا أغلبية ضئيلة، على الأرجح أقلية كبيرة في ولاية سميرنا، التي تقع في الأناضول التركي ذي الأغلبية التركية الساحقة.»
ومع ذلك، فإن الخوف على سلامة السكان اليونان كان له ما يبرره؛ ففي عام 1915، قامت جماعة قومية متطرفة تدعى تركيا الفتاة بتبني سياسات الإبادة الجماعية ضد الأقليات في الدولة العثمانية، حيث ارتكبت المجازر بحق مئات الآلاف من الناس. في حين تعد مذابح الأرمن أشهر هذه الأحداث، ظهرت فظائع ضد اليونانيين في بونتوس وغربي الأناضول. صرح رئيس الوزراء اليوناني إلفثيريوس فينيزيلوس لصحيفة بريطانية أن:
| الحرب التركية اليونانية (1919–1922) | اليونان لا تشن الحرب ضد الإسلام، ولكن ضد حكومة عثمانية عفا عليها الزمن، ذات إدارة فاسدة ومخزية ودموية، وذلك بهدف طردها من تلك الأراضي التي تسكنها أغلبية يونانية من السكان. | الحرب التركية اليونانية (1919–1922) |

قام فينيزيلوس إلى حد ما بالمبالغة في ذاك الخطر كورقة تفاوض على طاولة معاهدة سيفر، من أجل الحصول على دعم من حكومات الحلفاء. على سبيل المثال، حقيقة أن حركة تركيا الفتاة لم تكن في السلطة في وقت الحرب يجعل مثل هذا التبرير أقل اقناعاً. فر معظم قادة هذا النظام من البلاد في نهاية الحرب العالمية الأولى، بينما كانت الحكومة العثمانية في القسطنطينية بالفعل تحت السيطرة البريطانية. ومن المثير للسخرية أنه من الممكن أن يكون الغزو اليوناني قد عجّل من الفظائع التي كان من المفترض أن يمنعها. حمل أرنولد توينبي اللوم على السياسات التي تتبعها بريطانيا العظمى واليونان، ومقررات مؤتمر باريس للسلام كعوامل أدت إلى الفظائع التي ارتكبت من قبل الجانبين خلال الحرب:
| الحرب التركية اليونانية (1919–1922) | .... كان اليونانيون "من بونتوس" والأتراك في الأراضي التي احتلتها اليونان ضحايا من نفس الدرجة للسيد فينيزيلوس والحسابات الخاطئة أصلاً للسيد لويد جورج في باريس". | الحرب التركية اليونانية (1919–1922) |

### القومية اليونانية

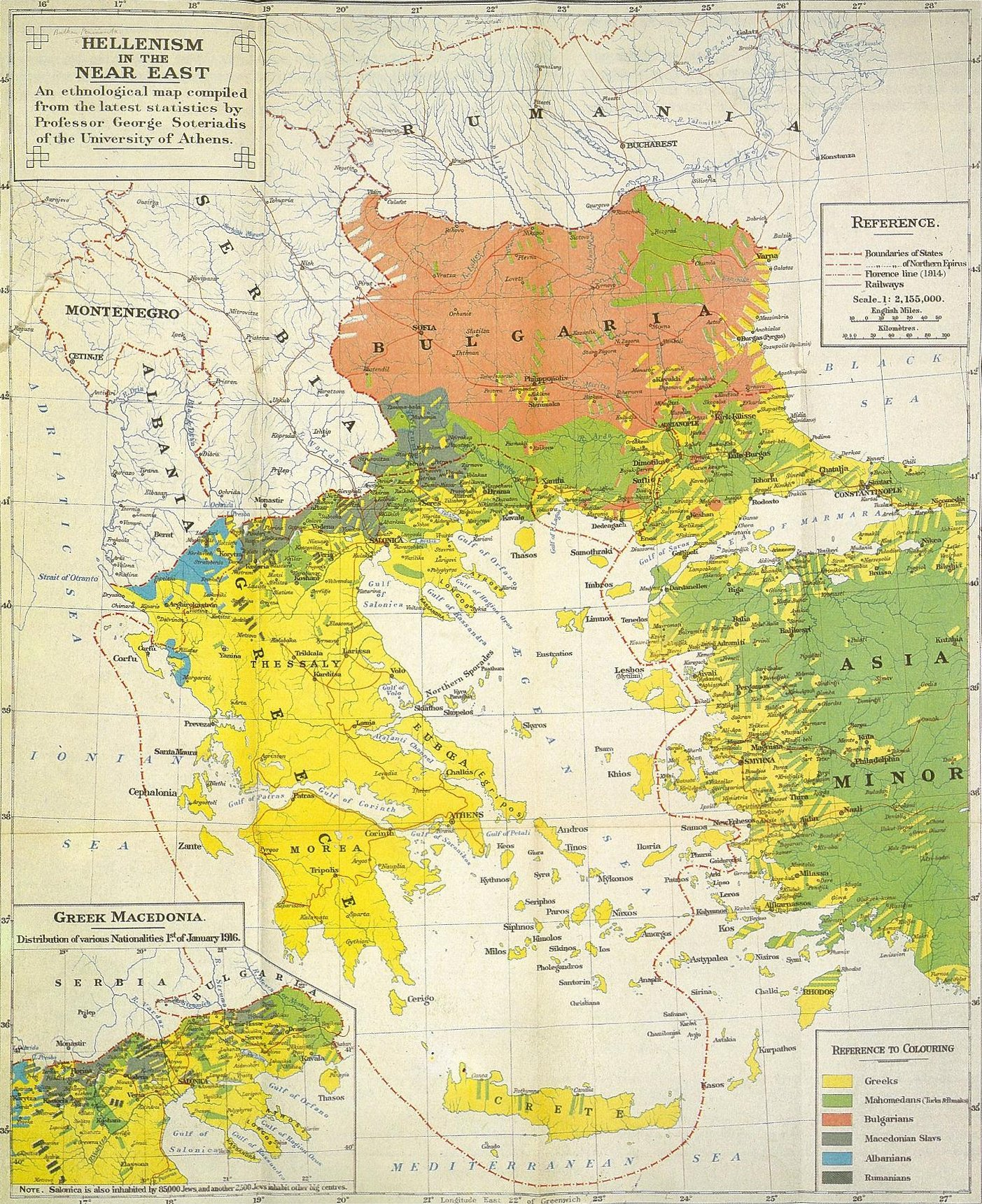
المملكة اليونانية وانتشار اليونانيين في البلقان وغربي آسيا الصغرى، وفقًا لخريطة يونانية من سنة 1919 قدمها المفوضون اليونان إلى مؤتمر السلام في باريس.

من بين الدوافع الوطنية الأساسية لبدء الحرب تحقيق فكرة ميغالي، وهي جوهر مفهوم القومية اليونانية. كانت فكرة ميغالي رؤية وحدوية لاستعادة اليونان الكبرى على جانبي بحر إيجة وهذا من شأنه دمج العرقية اليونانية خارج حدود المملكة اليونانية والتي كانت في البداية صغيرة جداً. منذ الاستقلال اليوناني عن الدولة العثمانية في عام 1830، لعبت فكرة ميغالي دوراً رئيسياً في الحياة السياسية اليونانية. قام الساسة اليونان، ومنذ استقلال الدولة اليونانية، بالعديد من الخطب التي خلصت إلى حتمية «التطور التاريخي للمملكة اليونانية». على سبيل المثال، صرح السياسي اليوناني يوانيس كوليتيس بهذا الاعتقاد في البرلمان في 1844، حيث قال: «يوجد مركزان رئيسيان للهيلينية. أثينا عاصمة المملكة والقسطنطينية العاصمة الكبيرة، المدينة، والحلم والأمل لجميع اليونانيين».
لم تكن هذه الفكرة مجرد نتاج بروز القومية في القرن التاسع عشر. فقد كانت في أحد جوانبها ضاربة في جذور الوعي الديني لدى الكثير من اليونانيين. يشمل هذا الجانب استرداد القسطنطينية المسيحية، وتأسيس الإمبراطورية البيزنطية المسيحية العالمية والتي سقطت عام 1453: «منذ ذلك الوقت تُسلّم فكرة استرداد آيا صوفيا والمدينة من جيل إلى جيل لكونها مصير وتطلعات اليونان الأرثوذكس». شملت فكرة ميغالي إضافة إلى القسطنطينية معظم الأراضي اليونانية التقليدية مثل كريت، ثيساليا، إبيروس، مقدونيا، تراقيا، جزر بحر إيجة، قبرص والأراضي الساحلية في آسيا الصغرى وبونتوس على البحر الأسود. كانت آسيا الصغرى جزءاً أساسياً من العالم اليوناني ومنطقة تابعة للهيمنة الثقافية اليونانية الدائمة. سيطرت الدول المدن اليونانية على معظم المنطقة سيطرةً سياسية منذ العصر البرونزي، وفي وقت لاحق انتقلت هذه السيطرة إلى الإمبراطورية البيزنطية واستمرت إلى القرن الثاني عشر عندما وصلت غارات السلاجقة الأتراك إلى تلك الأراضي.
على الرغم من أن حملة الأناضول يساء تصنيفها غالباً في ظل مفاهيم مرحلة ما بعد الحرب العالمية الأولى على أنها حرب فتوحات، فإنها ومن وجهة نظر القومية اليونانية في القرن التاسع عشر كانت مجرد حرب تحرير لتخليص «شقيق مستعبد»، ولا تختلف كثيراً عن حروب البلقان الأخيرة. في رسالة إلى الملك اليوناني قسطنطين والتي يرجع تاريخها إلى كانون الثاني من سنة 1915، كشف فينيزيلوس عن آماله المستقبلية في ضم أراض من تركيا ومجادلاً بأنه: «لدي انطباع بأن التنازل لليونان عن آسيا الصغرى... سيكون واسع النطاق حيث ستبرز يونان كبيرة أخرى لا تقل غنى وستضاف إلى اليونان المضاعفة التي خرجت منتصرة من حروب البلقان»

### الانقسام الوطني في اليونان
يشير الانقسام الوطني في اليونان إلى انقسام عميق بين السياسة والمجتمع اليونانيين، بين فصيلين أحدهما بقيادة إلفثيريوس فينيزيلوس والآخر بقيادة الملك قسطنطين، والتي سبقت الحرب العالمية الأولى لكنها تصاعدت جداً عند اتخاذ قرار انحياز اليونان لأحد أطراف النزاع.
أملت المملكة المتحدة بأن الاعتبارات الإستراتيجية قد تنجح في إقناع قسطنطين بدعم قضية الحلفاء في الحرب العالمية الأولى، لكن الملك وأنصاره أصروا على الحياد التام، وخاصة عندما صعب التنبؤ بنتيجة الصراع. وبالإضافة إلى ذلك، صعبت الروابط الأسرية والعاطفية لقسطنطين الأمر عليه للانحياز لأحد جوانب الحرب العالمية الأولى. تفاقمت معضلة الملك عندما انضم العثمانيون والبلغار إلى دول المحور المركزي، ولدى كلا الدولتين تطلعات ومصالح في المملكة اليونانية. وفقاً للملكة صوفيا، فإن حلم قسطنطين «في الزحف إلى المدينة العظمى آيا صوفيا على رأس الجيش اليوناني كان لا يزال في قلبه» حيث بدا الأمر وكأن الملك كان على استعداد للدخول في الحرب ضد الدولة العثمانية. كانت الظروف واضحة: احتلال القسطنطينية لا بد من أن ينجز دون تحمل مخاطر خسائر فادحة.
على الرغم من أن قسطنطين حافظ على حياده، قرر رئيس الوزراء اليوناني إلفثيريوس فينيزيلوس من مرحلة مبكرة أنه من مصلحة اليونان الانضمام إلى التحالف ودخل في مباحثات دبلوماسية لتمهيد الطريق للحصول على امتيازات بعد النصر النهائي. أدى الخلاف بين الملك ورئيس وزراءه فينيزيليوس والذي أقيل لاحقاً من قبل الملك لذاك السبب، إلى شرخ عميق بين الشخصيتين، الأمر الذي انتشر بين اتباعهما وبالتالي باقي المجتمع اليوناني. أصبحت اليونان مقسمة بين مخيمين سياسيين اثنين متعارضين جذرياً. أقام فينيزيلوس دولته في شمال اليونان، وأخيراً، وبدعم من الحلفاء، اضطر الملك للتنازل. في أيار 1917، وبعد نفي قسطنطين، عاد فينيزيلوس إلى أثينا ودخل في التحالف، وعلى الفور بدأت القوات اليونانية (رغم أنقسامها بين المؤيدين للملك والمؤيدين لرئيس الوزراء) بالعمليات العسكرية ضد الجيش البلغاري على الحدود.
أدى دخول الحرب والأحداث السابقة إلى انقسام عميق سياسياً واجتماعياً في اليونان بعد الحرب العالمية الأولى. كان أهم تشكيلين سياسيين في البلاد هو تشكيل الليبراليون الفينيزيليون وتشكيل الملكيون، واللذان خاضا منافسة طويلة ومريرة على سياسات ما قبل الحرب، ووصلا إلى حالة من الكراهية الصريحة تجاه بعضهما البعض. نظر كل من الجانبين إلى تصرفات الآخر خلال الحرب العالمية الأولى بأنها غير شرعية وخيانية، وقد أدّى ذلك إلى انتشار هذا العداء حتماً في المجتمع اليوناني، وشكل شرخاً عميقاً ساهم في فشل الحملة في آسيا الصغرى فشلاً ذريعاً وأدى إلى الكثير من الاضطرابات الاجتماعية في سنوات ما بين الحربين.

## لمحة عامة عن الأحداث الكبرى

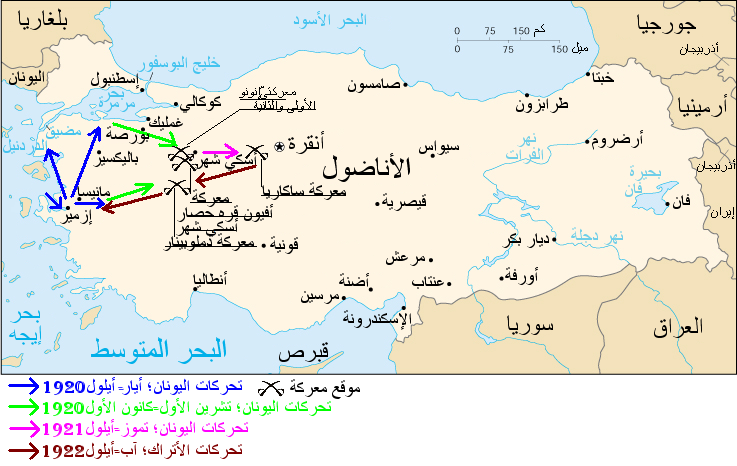
خريطة الهجمات اليونانية والتركية.

بدأ الجانب العسكري من الحرب مع هدنة مودروس. يمكن تقسيم العمليات العسكرية في الحرب التركية اليونانية إلى ثلاثة مراحل أساسية تقريباً: المرحلة الأولى، تغطي الفترة الممتدة من أيار 1919 إلى تشرين الأول 1920، وتشمل إنزال القوات اليونانية في آسيا الصغرى وتوطيدها على طول ساحل بحر إيجة. المرحلة الثانية استمرت من تشرين الأول 1920 إلى آب 1921، وتميزت بالعمليات الهجومية اليونانية. بينما استمرت المرحلة الثالثة والأخيرة حتى آب 1922، عندما تحولت المبادرة الإستراتيجية إلى صالح الجيش التركي.

### احتلال إزمير (مايو 1919)
في 15 مايو 1919 قام الجيش اليوناني بإنزال 20,000 جندي يوناني في مدينة إزمير التركية والسيطرة عليها وعلى المناطق المحيطة بها تحت غطاء من القوات البحرية اليونانية والفرنسية والبريطانية. جاءت المبررات القانونية لعمليات الإنزال في المادة السابعة من هدنة مودروس، التي تسمح للحلفاء باحتلال «أي نقاط إستراتيجية في حال بروز أي حالة تهدد أمن الحلفاء.» بينما جلب اليونانيون بالفعل قواتهم إلى تراقيا الشرقية (ما عدا القسطنطينية ومنطقتها).

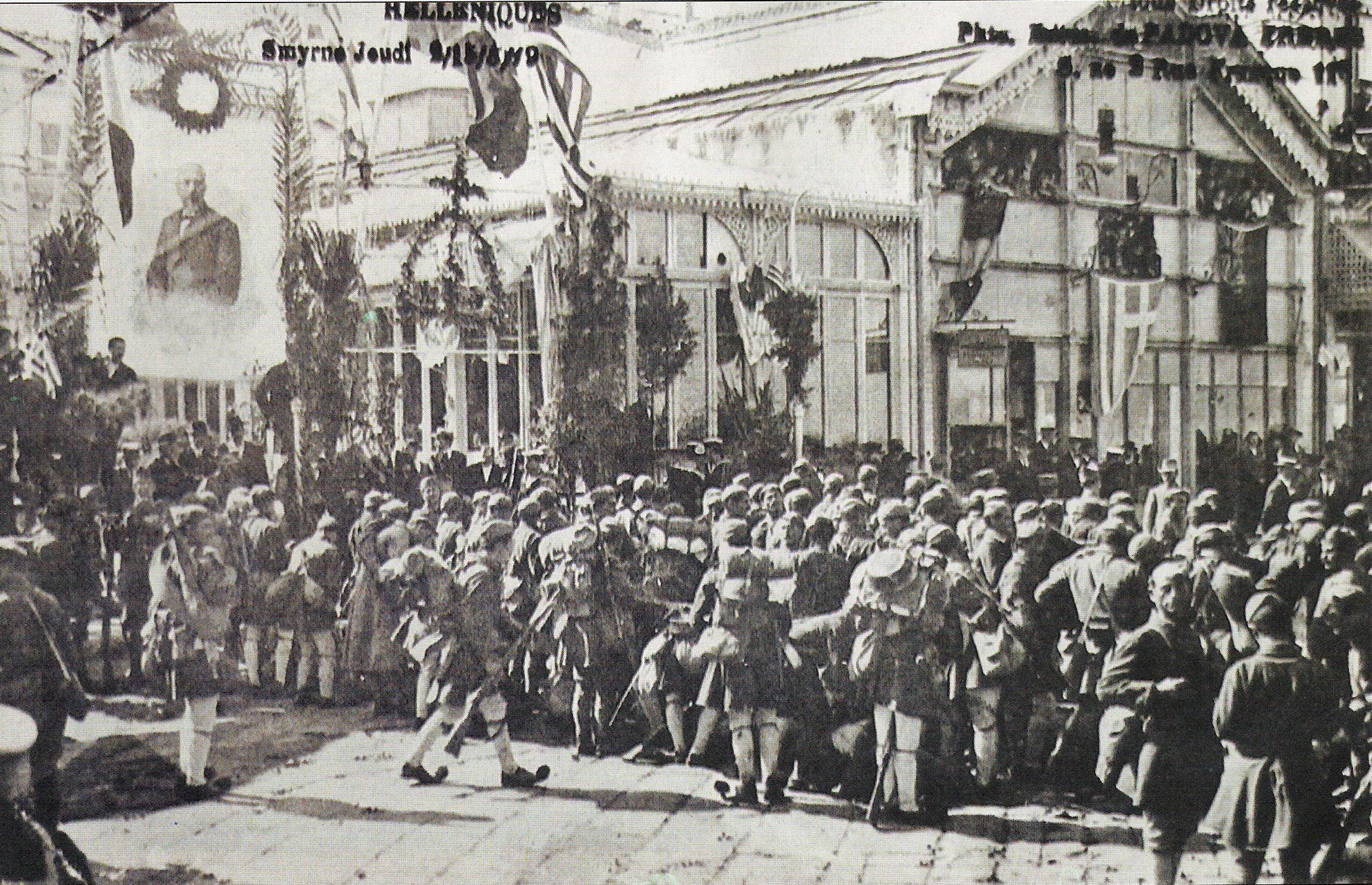
جنود يونان يتمركزون في إزمير بين السكان اليونانيين المرحبين بهم في المدينة في 15 مايو 1919.

شكّل اليونانيين من إزمير وغيرهم من المسيحيين، مثل اليونانيون والأرمن في المقام الأول، أقلية وفقاً لمصادر تركية، وأغلبية وفقاً لمصادر أخرى حيث شكل العنصر اليوناني في إزمير غالبية السكان، بحيث فاق الوجود التركي بنسبة 1:2. تشير الإحصاءات الرسمية في الدولة العثمانية لذاك الوقت بأن أغلب السكان حينها كانوا من المسلمين الأتراك. رحب سكان المدينة اليونان بالقوات اليونانية على أنهم محررين، بينما وعلى النقيض من ذلك رأى أغلب التعداد المسلم هذا الأمر على أنه اجتياح بينما رفضهم بعض الأتراك بسبب التاريخ الطويل من الصراع والعداء. ومع ذلك، دخلت القوات اليونانية المنطقة بسهولة، مع وجود حالات مقاومة فردية متفرقة، معظمها من قبل مجموعات صغيرة من القوات التركية غير النظامية في الضواحي. أما غالبية القوات النظامية التركية في المنطقة فإنها إما استسلمت سلمياً للجيش اليوناني، أو فرت نحو الأرياف. بينما أمر الجيش التركي بعدم فتح النار، قام القومي التركي «حسن تحسين» من بين الحشد بإطلاق رصاصة قتلت حامل الراية اليونانية. فتح الجنود اليونان النيران إثر ذلك على الثكنة التركية فضلاً عن مبنى الحكومة، فقتل حينها ما بين 300 و400 تركي و100 يوناني في اليوم الأول.

### العمليات الهجومية اليونانية (صيف 1920)
خلال صيف عام 1920، أطلق الجيش اليوناني سلسلة من الهجمات الناجحة في اتجاه وادي نهر بويوك مينديرس وكارشياكا وألاشيهير. شملت الأهداف الإستراتيجية العامة لهذه العمليات، والتي قوبلت بمقاومة تركية متزايدة، تأمين عمق إستراتيجي للدفاع عن إزمير، فتم توسيع منطقة الاحتلال اليوناني لتشمل كامل غرب وشمال غرب الأناضول في سبيل تحقيق هذه الغاية.

### معاهدة سيفر (أغسطس 1920)

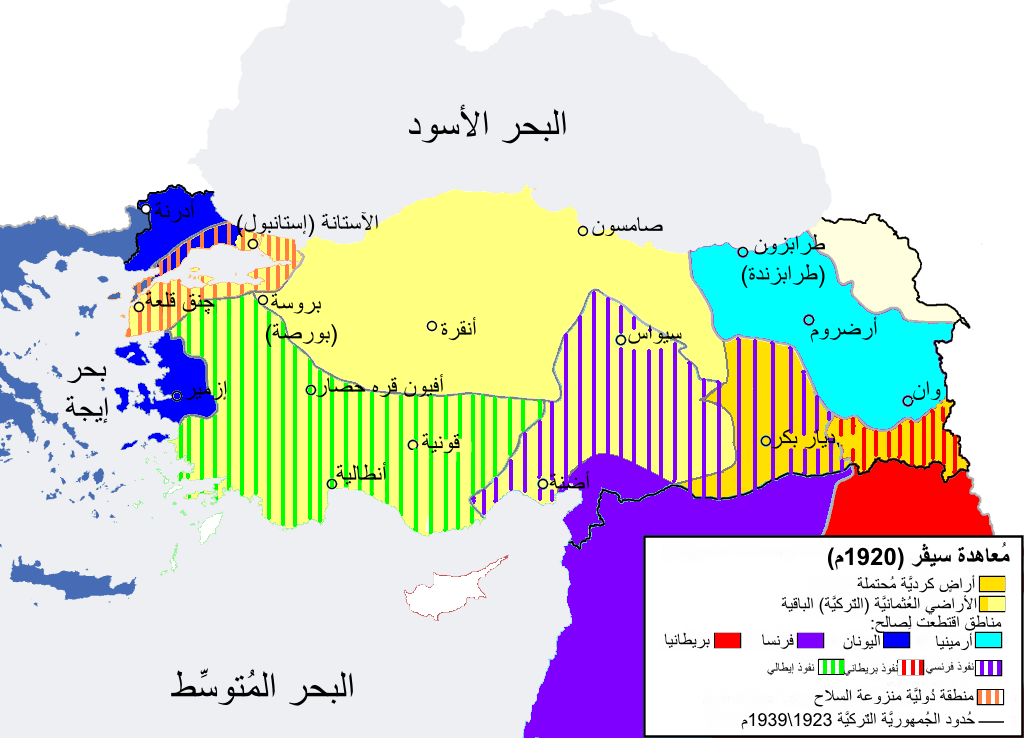
تقسيم الأناضول وفقاً لمعاهدة سيفر.

في مقابل مساهمة الجيش اليوناني إلى جانب الحلفاء، وافق الحلفاء على تعيين تراقيا الشرقية ومنطقة إزمير إلى اليونان. أنهت هذه المعاهدة الحرب العالمية الأولى في آسيا الصغرى، وفي نفس الوقت، ختمت مصير الدولة العثمانية، ومن حينها، فقدت الدولة العثمانية مركزها بين القوى الأوروبية الكبرى.
يوم 10 أغسطس 1920، وقّعت الدولة العثمانية معاهدة سيفر متنازلة لليونان عن تراقيا وصولاً إلى حدود تشاتاليا، لكن الأهم كان تخلي تركيا لليونان عن جميع حقوقها في ايمبروس وتينيدوس، مبقية فقط على مساحة صغيرة من القسطنطينية وجزر بحر مرمرة، و«قطاع ضئيل من المنطقة الأوروبية». كما وضع مضيق البوسفور تحت إشراف دولي، واعتبر مفتوحًا للجميع.
أجبرت تركيا علاوة على ذلك على نقل "حقها في ممارسة السيادة" على إزمير (سميرنا) إلى اليونان، بالإضافة إلى "قسم كبير من المناطق النائية، مبقية بذلك على مجرد "علم على حصن خارجي". على الرغم من أن اليونان أدارت قطاع سميرنا، إلا أن سيادتها ظلت اسمياً بيد السلطان. وفقا لأحكام المعاهدة، كان لسميرنا (إزمير) حق الحفاظ على برلمان محلي، وإذا طالبت خلال خمس سنوات بالانضمام إلى مملكة اليونان، جاء الحكم بأن تشرف عصبة الأمم على استفتاء يقرر هذه المسائل. لم تصدّق الدولة العثمانية  ولا اليونان على المعاهدة على الإطلاق.

### التغيير في الحكومة اليونانية (أكتوبر 1920)

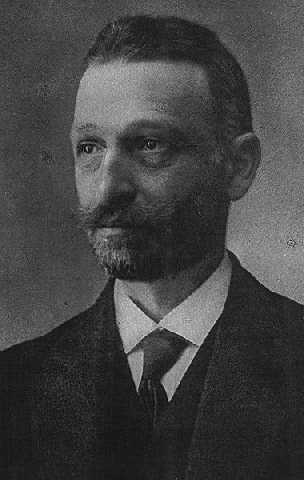
ديميتريوس غوناريس، رئيس وزراء اليونان بعد حادثة وفاة الملك ألكسندر الأول.

خلال تشرين الأول / أكتوبر سنة 1920، تعرض الملك ألكسندر الأول للعض من قبل سعدان محفوظ في الحدائق الملكية وتوفي في غضون أيام بسبب الإنتان. وصفت هذه الحادثة بأنها «عضة السعدان التي غيرت مسار التاريخ اليوناني». فضل فينيزيلوس إعلان الجمهورية اليونانية وبالتالي نهاية النظام الملكي، على الرغم من إدركه التام أن هذا الأمر لن يكون مقبولاً لدى الدول الأوروبية.
توفي الملك ألكسندر دون أن يخلف ولياً للعهد، وأصبحت الانتخابات العامة المقررة في الأول من تشرين الثاني سنة 1920 محور صراع جديد بين مؤيدي فينيزيلوس والملك قسطنطين. بنت الحركة المناهضة لرئيس الوزراء حملتها على أساس اتهامات بسوء الإدارة الداخلية والمواقف السلطوية للحكومة، والتي بسبب الحرب، بقيت منذ عام 1915 دون انتخابات. روجت تلك الحركة في ذلك الوقت لفكرة فك الاشتباك في آسيا الصغرى، ولكن من دون تقديم خطة واضحة لكيفية تطبيق هذا الأمر. على العكس من ذلك، تم تقديم فينيزيلوس على أنه رجل الحرب التي لا يعرف مصيرها. كان غالبية الشعب اليوناني منهكاً من كل الحروب ودكتاتورية الحكومة الحالية لذلك صوتوا للتغيير. ومما أثار دهشة الكثيرين أن فينيزيلوس فاز فقط بمئة وثمانية عشر مقعداً من أصل 369 مقعداً. أجبرت هذه الهزيمة الساحقة فينيزيلوس وعدداً من أقرب أنصاره على مغادرة البلاد. لا يزال العديدون حتى اليوم يستفسرون عن منطق الدعوة إلى تلك الانتخابات في مثل ذاك الوقت.
استعدت الحكومة الجديدة بإدارة ديميتريوس غوناريس لإجراء استفتاء بشأن عودة الملك قسطنطين. بسبب حياد الملك خلال الحرب العالمية الأولى، حذرت قوى التحالف الحكومة اليونانية من أن عودة الملك قسطنطين ستؤدي إلى قطع كافة المساعادات المالية والعسكرية عن البلاد. بعد شهر دعا الاستفتاء إلى عودة قسطنطين ملكاً. فوراً وبعد عودته، استبدل الملك كثيراً من الضباط المخضرمين في الحرب العالمية الأولى وأتى ببدلاء ملكيين عديمي الخبرة إلى مناصب عليا. سلمت قيادة الحملة إلى أناستاسيوس بابولاس، بينما تولى الملك نفسه القيادة العامة اسميًا. بالإضافة إلى ذلك، استقال العديد من الضباط المتبقين الموالين لرئيس الوزراء السابق نتيجة تغيير النظام. قام الجيش اليوناني بتحصين إزمير (سميرنا) وتم تطهير ساحل آسيا الصغرى من مؤيدي فينيزيلوس بينما سار الجيش باتجاه أنقرة.

### معركتي إينونو (كانون الأول 1920- آذار 1921)
مع حلول كانون الأول 1920، تقدم الجيش اليوناني على جبهتين، مقترباً من أسكي شهر من الشمال الغربي ومن سميرنا، وعززوا مناطق الاحتلال. استعاد الجيش حركته مع بداية عام 1921 بعمليات توغل صغيرة واجهتها مقاومة شرسة وشديدة من قبل القوميين الأتراك، والذين تحسن تجهيزهم وإعدادهم كجيش نظامي.
أوقف تقدم الجيش اليوناني للمرة الأولى في معركة إينونو الأولى في يوم 11 كانون الثاني 1921. ورغم أن هذه المواجهة عدت بسيطة للجانب اليوناني حيث لم تشمل سوى قطعة واحدة من الجيش، إلا أن الأهمية السياسية للثوار الأتراك كانت عالية جداً. أدى هذا التطور إلى مقترح من الحلفاء بتعديل معاهدة سيفر في مؤتمر يُعقد في لندن تُمثل فيه الحكومتين التركية الثورية والعثمانية.
وعلى الرغم من التوصل إلى بعض الاتفاقات مع إيطاليا وفرنسا وبريطانيا، لم توافق الحكومة اليونانية عليها، حيث استمرت تؤمن بتفوقها الإستراتيجي، وبالتالي إمكانها التفاوض من موقع أقوى. بدأ الجيش اليوناني هجوماً آخر في 27 آذار، في معركة إينونو الثانية، والذي قاومه الأتراك بشراسة كبرى أدت إلى انتصارهم في يوم 30 آذار. حبذ البريطانيون توسع إقليمياً يونانياً، لكنهم رفضوا تقديم أي مساعدة عسكرية لتجنب استفزاز الفرنسيين. بينما تلقت القوات التركية مساعدة كبيرة من الاتحاد السوفياتي حديث النشأة.

### تحول الدعم إلى الثوار الأتراك
بحلول هذا الوقت، حسمت كل الجبهات الأخرى لصالح الأتراك، كما تم تحرير المزيد من الموارد للتركيز على التهديد الرئيسي للجيش اليوناني. اختتم الفرنسيون والطليان اتفاقات خاصة مع الثوار الأتراك اعترافاً بقوتهم المتزايدة. اشترى الأتراك معدات من كل من إيطاليا وفرنسا، والذين ألقوا برهانهم على الثوار الأتراك ضد اليونان التي كان ينظر إليها على أنها في صف بريطانيا. استخدم الإيطاليون قاعدتهم في أنطاليا لمساعدة الأتراك ضد اليونان، وخصوصاً من الناحية الاستخباراتية. كما كانت العلاقات ايجابية بين الاتحاد السوفياتي والطرف التركي، الأمر الذي تعزز في إطار معاهدة موسكو سنة 1921. كانت المساعدات السوفياتية غير المشروطة بديلاً عن فتح جبهة أخرى، حيث انتظر السوفيات نتائج الحرب التركية الأرمنية والصراع مع اليونان، ودعموا مصطفى كمال بالمال والذخيرة.

### معركة أفيون قره حصار-أسكي شهر (تموز 1921)

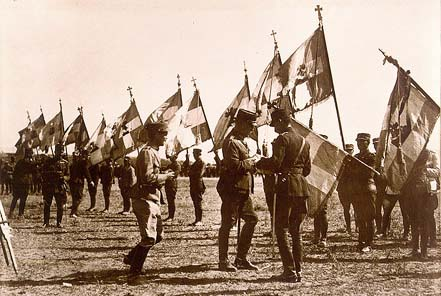
الملك قسطنطين مزيناً أعلام الحرب المظفرة خارج كوتاهية عام 1921.

في الفترة الممتدة بين 27 حزيران و20 تموز 1921، قام الجيش اليوناني المعزز بتسعة فرق بشن هجوم واسع ضد القوات التركية بقيادة عصمت إينونو على خط أفيون قره حصار- كوتاهية – أسكي شهر. بنيت الخطة اليونانية على تقسيم الأناضول قسمين، حيث تشكل المدن سالفة الذكر نقاطاً على الخطوط الرئيسية وخطوط السكك الحديدية التي تربط المناطق النائية بالساحل. في نهاية المطاف، وبعد كسر الدفاعات التركية الشديدة، استطاع اليونان السيطرة على هذه المراكز ذات الأهمية الإستراتيجية. بدلاً من السعي إلى شل قدرة القوميين العسكرية، توقف الجيش اليوناني عن المسير، ونتيجة لذلك، ورغم خسارتهم، نجح الأتراك في تجنب الحصار وقاموا بانسحاب إستراتيجي إلى الجهة الشرقية من نهر سقاريا، حيث نظموا خط الدفاع الأخير.
كان هذا القرار الأكبر، والذي أدى إلى تحديد مصير الحملة اليونانية في الأناضول. التقت عناصر الدولة وقيادة الجيش، بما في ذلك الملك قسطنطين، ديميتريوس غوناريس رئيس الوزراء، والفريق أول اناستاسيوس بابولاس، في كوتاهية حيث ناقشوا مستقبل الحملة. فشل اليونانيون، مع تجدد معنوياتهم المتعثرة، في تقييم الوضع الإستراتيجي الذي يفضل الدفاع وبدلاً من ذلك، ضغطوا لوضع «حل نهائي»، واستقطبت القيادة لاتخاذ القرار المحفوف بالمخاطر بملاحقة الأتراك والهجوم على خط الدفاع الأخير بالقرب من أنقرة. حذرت القيادة العسكرية من مغبة التعجل وطالبت بالحصول على المزيد من التعزيزات والوقت للاستعداد، ولكنها لم تتعارض مع السياسيين. دعم القليل الموقف الدفاعي، بما في ذلك يوانيس ميتاكساس. كان للملك قسطنطين في ذاك الوقت القليل من السلطة الفعلية، لكنه لم يجادل في أي اتجاه. عبرت سبعة قطع من الجيش اليوناني إلى الضفة الشرقية من نهر سقاريا، بعد تأخير لمدة شهر تقريباً مما أعطى الوقت للأتراك لتنظيم دفاعاتهم.

### معركة سقاريا (آب وأيلول 1921)

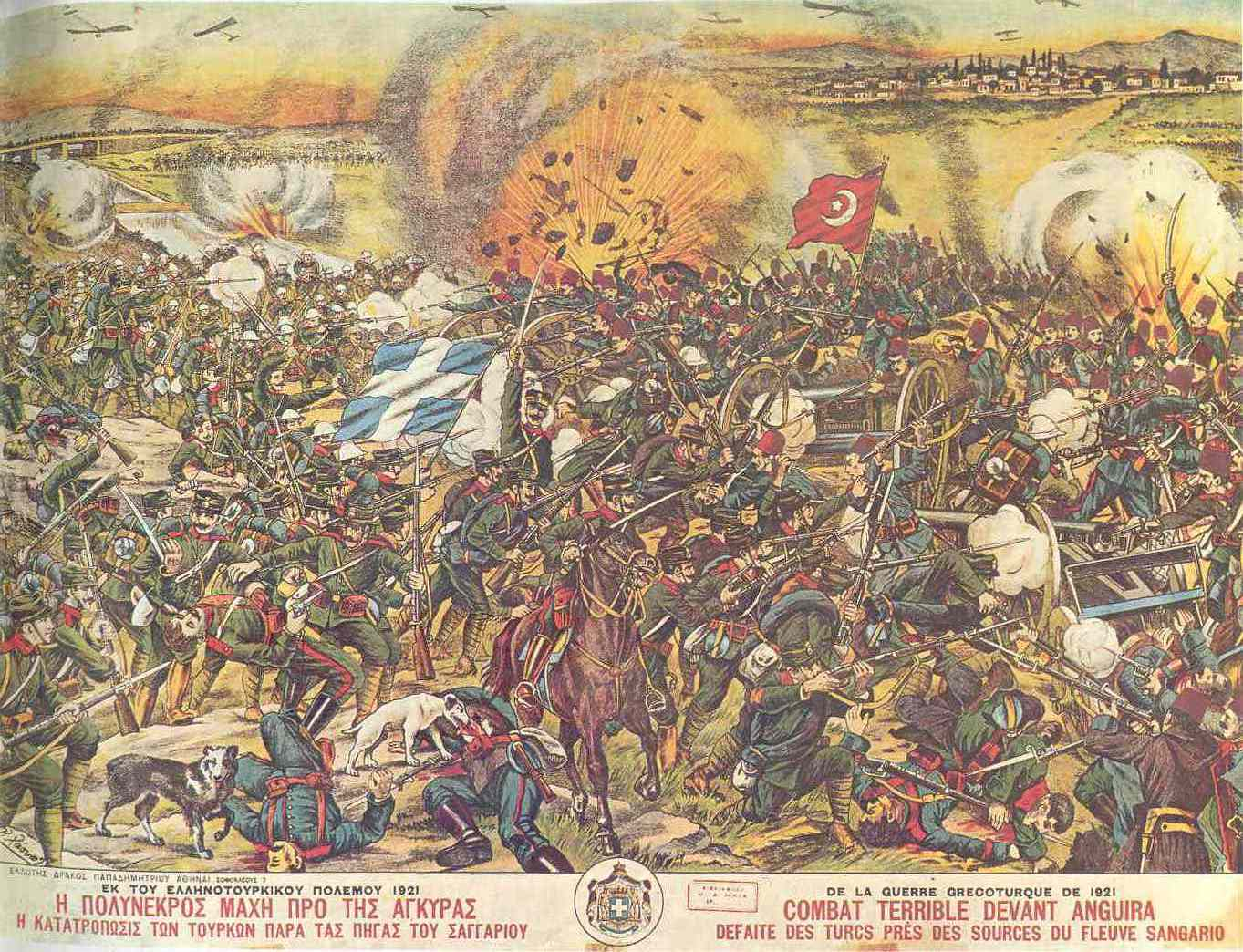
لوحة يونانية تمثل معركة سقاريا.

بعد تراجع القوات التركية بقيادة عصمت إينونو في معركة كوتاهية – أسكي شهر، تقدم الجيش اليوناني من جديد على نهر سقاريا (سانغاريوس في اليونانية)، أي أقل من 100 كم (62 ميلا) إلى الغرب من أنقرة. وكان نداء الحرب للملك قسطنطين «لأنجورا»، كما دعا ضباطاً بريطانيين، لحفل عشاء احتفالاً بالنصر المرتقب في مدينة كمال. كان من المتوقع أن يدفع الثوار الأتراك، الذين تجنبوا الحصار باستمرار، إلى المعركة للدفاع عن العاصمة وبالتالي تدميرهم في معركة استنزاف.
وعلى الرغم من المساعدة السوفياتية، كانت الإمدادات قصيرة عن الجيش التركي لمواجهة اليونان. كان على أصحاب البنادق الخاصة، والأسلحة والذخائر تسليمها للجيش، وكان المطلوب أيضاً أن تقدم كل أسرة زوجاً من الملابس الداخلية، والصنادل. وفي الوقت نفسه، قام البرلمان التركي غير راض عن أداء عصمت إينونو قائد الجبهة الغربية بتخويل مصطفى كمال ورئيس الأركان العامة فوزي جاكماق زمام السيطرة.
واجه الجيش اليوناني المتقدم مقاومة شرسة في معركة دارت رحاها لمدة 21 يوماً في سقاريا (23 آب - 13 أيلول 1921). تركزت المواقع الدفاعية التركية على سلسلة من المرتفعات، وكان على اليونان اقتحامها واحتلالها. حافظ الأتراك على السيطرة على بعض المواقع وفقدوا مواقع أخرى، في حين فقدت بعض المواقع واستعيدت عدة مرات. ومع ذلك، كان الأتراك حريصين على عدم فقدان المقاتلين، بسبب التفوق العددي لليونان. جاءت اللحظة الحاسمة عندما قام الجيش اليوناني بمحاولة السيطرة على هايامانا (40 كم جنوب أنقرة) ولكن استطاع الأتراك الصمود. كان لدى اليونان مشاكلهم الخاصة أيضاً، حيث أن التقدم في الأناضول أدى إلى تطويل خطوط الإمداد والاتصالات، وبالتالي بدأت الذخيرة بالنفاذ. استنفذت ضراوة المعركة كلا الجانبين إلى حد أن كليهما كان يفكر في الانسحاب على حد سواء، ولكن اليونانيين كانوا أول من انسحب إلى الخطوط السابقة. سمع دوي المدافع بوضوح في أنقرة طوال المعركة.
كان ذاك أبعد ما وصل إليه الجيش اليوناني في الأناضول، وخلال الأسابيع القليلة التالية انسحبت قواتهم بشكل منظم إلى الخطوط التي كانوا استولوا عليها في حزيران. منح البرلمان التركي مصطفى كمال وفوزي جاكماق لقب المشير لخدمتهم في هذه المعركة، ولم يحصل أي شخص تركي آخر على هذا اللقب ذو الخمس نجوم حتى الوقت الحالي.

### الطريق المسدود (أيلول 1921- آب 1922)
بعد فشل الحل العسكري، ناشدت اليونان الحلفاء طلبا للمساعدة، ولكن في بداية عام 1922 توصلت بريطانيا وفرنسا وإيطاليا إلى قناعة بعدم القدرة على فرض معاهدة سيفر وبالتالي جرى تعديلها. وفقا لهذا القرار، وتطبيقاً للمعاهدات المتتابعة، أجلت القوات الإيطالية والفرنسية مواقعها، وترك اليونانيون عرضة للخطر.
في شهر آذار من سنة 1922، اقترح الحلفاء هدنة، لكن مصطفى كمال رفض أي تسوية طالما بقي اليونانيون في الأناضول، انطلاقاً من شعوره بامتلاكه ميزة إستراتيجية. كثف مصطفى كمال جهوده لاعادة تنظيم القوات المسلحة التركية للهجوم النهائي ضد اليونان. وفي الوقت نفسه، عزز الجيش اليوناني مواقعه الدفاعية، ولكن الروح المعنوية تهاوت لعدم نشاط الجيش والبقاء في موقف دفاعي، وإطالة أمد الحرب. أرادت الحكومة اليونانية بشدة الحصول على بعض الدعم العسكري من قبل البريطانيين، أو على الأقل الحصول على قرض، ولذلك الغرض قاموا بوضع خطة سيئة التدبير لإجبار بريطانيا دبلوماسياً، من خلال تهديد مواقعهم في القسطنطينية، ولكن هذا لم يتحقق أبدا. كان احتلال القسطنطينية مهمة سهلة في ذاك الوقت بسبب العدد الصغير لحامية قوات الحلفاء في المدينة.

تزايدت الأصوات المطالبة بالانسحاب في اليونان، كما انتشرت دعاية تثبط معنويات الجنود. نظم بعض الضباط الموالين لرئيس الوزراء السابق فينيزيليوس «حركة الدفاع الوطني» وخططوا لانقلاب والانفصال عن أثينا، ولكن هذه الخطة لم تكسب تأييد فينيزيلوس وباءت محاولتهم بالتالي بالفشل. عندما لم تؤت مقامرة ساكاريا نتيجتها وقع اليونان بين أمرين أولهما الحاجة للانسحاب وفك الاشتباك والخوف من ما سيحدث للسكان المسيحيين في المنطقة. كتب المؤرخ مالكولم ياب يقول:
| الحرب التركية اليونانية (1919–1922) | بعد فشل مفاوضات آذار، لم يبق أمام اليونانيين سوى أمر واحد شديد الوضوح، ألا وهو الانسحاب إلى خطوط الدفاع حول أزمير. عندئذ، بدأ الخيال يوجه السياسة اليونانية، فقد حافظ اليونانيون على مواقعهم وخططوا لمحاصرة القسطنطينية، إلا أنهم تخلوا عن هذه الخطة في تموز بسبب معارضة الحلفاء. | الحرب التركية اليونانية (1919–1922) |

### الهجوم التركي المضاد (آب 1922)

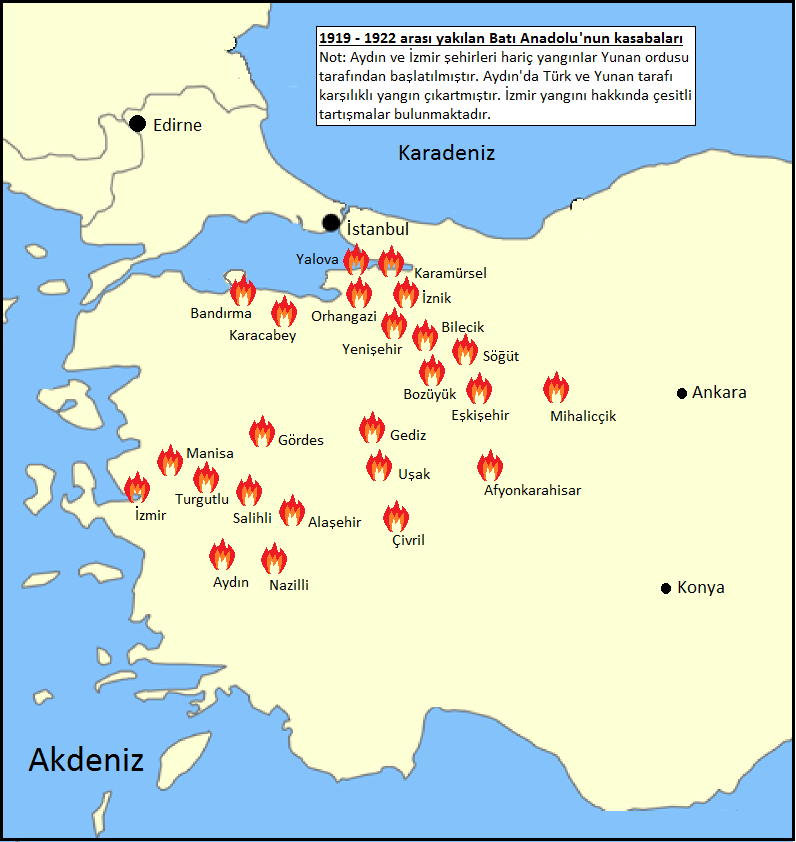
أحرق في المدن الأناضول الغربية

أطلق الأتراك أخيراً هجوماً مضاداً في 26 آب، عُرف لديهم في وقت لاحق بالهجوم الكبير. تمت السيطرة على المواقع الدفاعية الرئيسية اليونانية في 26 آب، بينما سقطت أفيون قره حصار في اليوم التالي. في 30 آب، هزم الجيش اليوناني بشكل حاسم في معركة دملوبينار، حيث راح نصف عدد جنود الجيش اليوناني بين أسير أو قتيل وفقدت معداته كلياً. يحتفل في هذا التاريخ بيوم النصر، وهو عطلة وطنية في تركيا. خلال معركة دملوبينار أسر كل من القائدين اليونانيين تريكوبيس وديونيس، ولم يعلم الفريق أول تريكوبيس بترقيته إلى قائد عام للقوات المسلحة مكان الفريق أول هاتزيانسيتيس إلا بعد أن أسرهُ الأتراك. في الأول من أيلول أصدر مصطفى كمال أمره الشهير للجيش التركي: «أيتها الجيوش، هدفك الأول هو البحر الأبيض المتوسط، إلى الامام!».
في ثاني أيام أيلول، سقطت أسكي شهر بينما طالبت الحكومة اليونانية بريطانيا بترتيب هدنة من شأنها على الأقل الحفاظ على دورها في إزمير (سميرنا). سقطت كل من باليكسير وبيلجيك في 6 أيلول، وأيدين في اليوم التالي، ومانيسا يوم 8 أيلول. بناءً على هذه الهزائم استقالة الحكومة في أثينا، ودخل الفرسان الأتراك إزمير في 9 أيلول، وجمليك ومودانيا في 11 أيلول، واستسلمت كامل القطعة العسكرية اليونانية. اكتمل طرد الجيش اليوناني من الأناضول في 14 أيلول. كان الأمر كما وصفه المؤرخ جورج لينتشوفيسكي: «حالما بدأ الهجوم تحول لنجاح باهر. خلال اسبوعين قاد الأتراك الجيش اليوناني إلى البحر المتوسط من حيث جاؤوا.»
توجهت قوات كمال شمالاً نحو البوسفور، وبحر مرمرة، والدردنيل حيث تم تعزيز حاميات الحلفاء بقوات بريطانية وفرنسية وإيطالية من القسطنطينية. قررت الحكومة البريطانية مقاومة الأتراك إذا لزم الأمر في الدردنيل وطلب المساعدة الفرنسية والإيطالية لتمكين اليونانيين في البقاء في تراقيا الشرقية. مع ذلك، تخلت القوات الإيطالية والفرنسية عن مراكزها في المضيق وتركت القوات البريطانية وحدها في مواجهة الأتراك. يوم 24 أيلول، توغلت قوات كمال في مناطق المضائق ورفضت طلبات لمغادرة البريطانيين. انقسمت الحكومة البريطانية بشأن هذه المسألة ولكن في نهاية المطاف تم امتناع عن الدخول في أي نزاع مسلح محتمل. حيث منع الفريق أول البريطاني هارينغتون، قائد الحامية البريطانية في القسطنطينية، من إطلاق النار على الأتراك، وحذر الحكومة البريطانية من أي مغامرة متهورة. وغادر الأسطول اليوناني القسطنطينية بناء على طلبه. قررت بريطانيا أخيراً إجبار اليونانيين على الانسحاب إلى ما وراء ماريتزا في تراقيا، الأمر الذي اقنع كمال بقبول الدخول في حادثات الهدنة.

### إعادة السيطرة على إزمير (أيلول 1922)

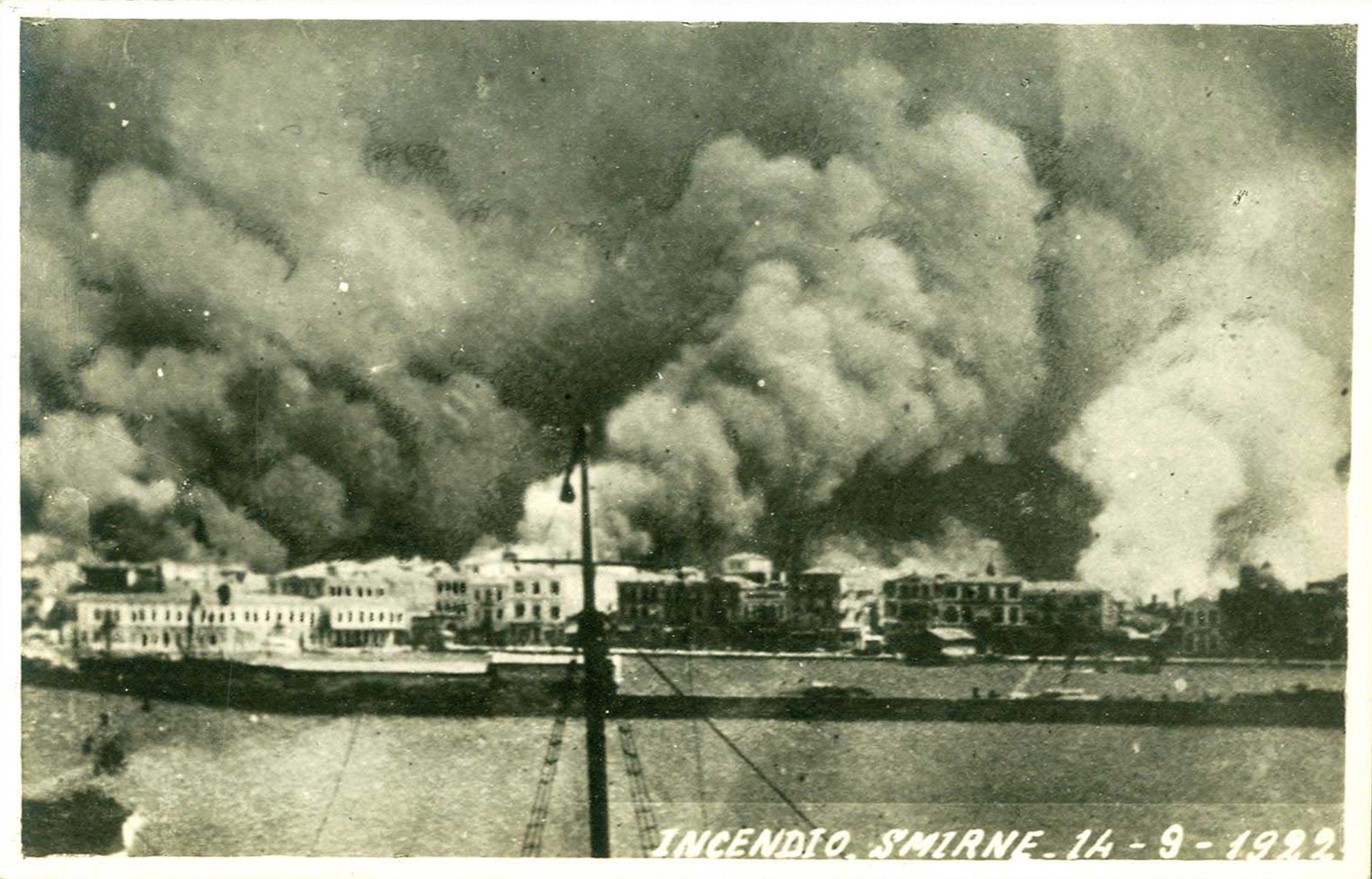
حريق إزمير الكبير، 14 أيلول 1922.

مع احتمال حدوث اضطرابات اجتماعية متزامنة مع دخول الجيش التركي لإزمير (سميرنا)، أسرع مصطفى كمال بإصدار إعلان الحكم بالإعدام لأي جندي التركي يسيئ إلى غير المقاتلين. قبل أيام قليلة من استرداد الجيش التركي للمدينة، أرسل كمال رسلاً وزعوا مناشير باللغة اليونانية جاء فيها عن لسان كمال أن حكومة أنقرة ليست مسؤولة في حالة وقوع مجزرة.
خلال الارتباك والفوضى التي تلت ذلك، أضرمت النيران في جزء كبير من المدينة، كما تم نهب ممتلكات السكان اليونان. لا يزال الاختلاف قائماً حتى الآن لمعرفة سبب الحريق: عدد من المصادر تدعي بتورط الجيش التركي، والبعض الآخر ينسبها إلى حادث. ذكر المؤرخ والصحافي البريطاني، أرنولد توينبي، أنه عندما قام بجولة في المنطقة أنه شاهد القرى اليونانية محترقة بالكامل. وعلاوة على ذلك، ذكر توينبي أنه من الواضح أن القوات التركية بشكل فردي ومتعمد أحرقت كل المنازل. وفي الواقع، أن القسمين اليوناني والأرمني في المدينة هما الوحيدان اللذان احترقا، بينما صمد الشطر التركي، وهذا بالتالي يعطي مصداقية لنظرية أن الأتراك هم من أحرقوا المدينة.

## أزمة تشاناك
بعد هزيمة القوات اليونانية استعادت القوات التركية أزمير (سميرنا) وهددوا بمهاجمة القوات البريطانية والفرنسية المتمركزة بالقرب من تشاناك (شاناكاله) لحراسة منطقة الدردنيل المحايدة. انسحبت القوات الفرنسية من مواقعها بالقرب من مضيق الدردنيل، بينما بدا أن البريطانيين كانوا مستعدين للدفاع عن مواقعهم.
أصدرت الحكومة البريطانية طلب دعم عسكري من مستعمراتها. استجابة المستعمرات البريطانية سلباً (باستثناء نيوزيلندا)، وبما أن الفرنسيين تركوا البريطانيين وحدهم في هذه المضائق استنتج البريطانيون أن الحلفاء غير راغبين في التدخل لصالح اليونان، فانسحبت القوات اليونانية والفرنسية إلى ما وراء نهر ميريك.

## الحل

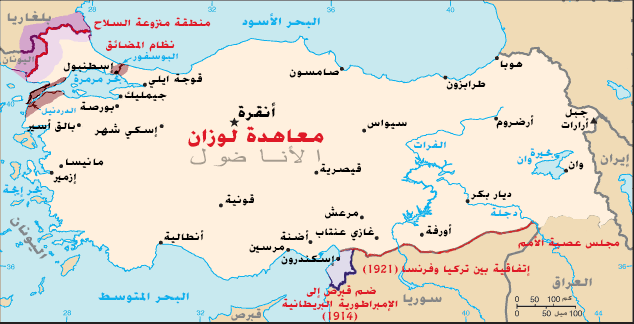
خريطة لتركيا تحدد حدودها الغربية كما ورد في معاهدة لوزان.

أبرمت هدنة مودانيا في 11 تشرين الأول 1922، وجاء فيها أن يحتفظ الحلفاء (فرنسا وبريطانيا وإيطاليا) بسيطرتهم على تراقيا الشرقية وعلى البوسفور. وكان على الجيش اليوناني إخلاء هذه المناطق. دخل الاتفاق حيز التنفيذ ابتداءً من 15 تشرين الأول 1922، وبعد يوم واحد وافق الجانب اليوناني على التوقيع عليها.
أعقب الهدنة في مودانيا معاهدة لوزان، من أهم بنودها التبادل السكاني. حيث تمت مبادلة نحو مليون وثلاثمائة ألف مسيحي من الأرثوذكس اليونان، وأعيد توطين معظمهم في أتيكا والأراضي اليونانية المنضمة حديثاً من مقدونيا[ ؟ ] وتراقيا، بحوالي 385,000 من النازحين المسلمين من الأراضي اليونانية.

### عوامل ساهمت في الحصيلة النهائية
ساعد اليونانيين في السنة الأولى من الحرب حقيقة أن القوات البريطانية قامت بغزو المضائق، أي المناطق الأغنى والأكثر سكانا في تركيا، بينما هاجم الفرنسيون الجيش التركي من الجنوب واجتاحوا المدن الهامة الأخرى (بما في ذلك أضنة). شكل هذا الأمر دعماً كبيراً للطرف اليوناني بعد فترة قصيرة جداً من الحرب العالمية الأولى. بالإضافة إلى ذلك، انشغلت القوات التركية في قتال الجيش الأرمني على جبهة ثالثة. وما أن استطاعت القوات التركية تهدئة هذه الجبهات، حتى تحولوا إلى الدفاع ضد التوغل اليوناني بأعداد أكبر.
كان العامل الرئيسي الذي أسهم في هزيمة اليونانيين سحب دعم الحلفاء بعد خريف سنة 1920. تعتبر الأسباب التي دفعت الحلفاء إلى تغيير سياساتهم معقدة للغاية، وأحد هذه الأسباب الظاهرة لتقليص الدعم كان عودة الملك قسطنطين الذي عرف بسياساته المحايدة خلال الحرب العالمية الأولى، على عكس رئيس الوزراء السابق فينيزيلوس الذي انحاز باليونان في الحرب إلى جانب الحلفاء، على أن البعض يقول أن هذا السبب قد يكون مجرد ذريعة. ثمة تفسير أكثر منطقية ينص على أن أربع سنوات من الحرب وإراقة الدماء، أتعبت الحلفاء بحيث لم تعد لديهم الرغبة في الدخول في مزيد من القتال لفرض معاهدة سيفر. اعترافا بالقوة الصاعدة للجمهورية التركية، قامت كل من فرنسا وإيطاليا بتسوية خلافاتها معها باتفاقات منفصلة، والتخلي عن خططها في الأناضول. حتى لويد جورج، الذي أعرب دائمًاً عن تأييده لليونانيين، بعد الضغط من قبل فينيزيلوس، لم ينجح سوى بتقديم القليل، مقيداً بسياسة وزارتي الدفاع والخارجية. تركت اليونان وحدها عملياً بعد عام 1921. مما كان له عواقب وخيمة. لم تصل اليونان أي من المساعدات العسكرية كما أنها فقدت الدعم المالي أيضاً. وبالإضافة إلى ذلك، لم يسمح الحلفاء للبحرية اليونانية بفرض حصار بحري، مما كان من شأنه تقييد استمرار تدفق الواردات المواد الغذائية والمعدات إلى تركيا.
كان الحصول على إمدادات كافية مشكلة دائمة للجيش اليوناني. رغم أن الجيش اليوناني لم ينقصه رجال أو شجاعة أو حماس، فقد افتقر إلى كل شيء آخر تقريباً. نظراً للاقتصاد اليوناني الفقير وعدم وجود قوة عاملة كافية، لم تستطع اليونان دخول حرب تتطلب تعبئة على المدى الطويل وتدفع بالطاقة اليونانية إلى أقصاها. تجاوز الجيش اليوناني حدود قدراته اللوجستية ولم يكن باستطاعته الاحتفاظ بهذه المساحة الكبيرة من الأراضي تحت هجوم مستمر من قبل القوات التركية النظامية وغير النظامية والتي تقاتل على أرضها.
مع تزايد سوء حالة الجيش اليوناني، تحسنت الأمور بالنسبة للأتراك، حيث حصلوا على دعم الاتحاد السوفياتي، مقابل تخليهم عن باطومي. في 4 آب، بعث ممثل تركيا في موسكو، رضا نور، برقية قائلاً أنه سيتم قريباً تسليم 60 قطعة مدفعية، 30,000 قذيفة، 700,000 قنبلة يدوية، 10,000 لغم، 60,000 من السيوف الرومانية، ما يقرب من 1.5 مليون بندقية عثمانية من مكاسب الحرب العالمية الأولى، ومليون بندقية روسية، ومليون بندقية مانليشر، فضلا عن بعض البنادق البريطانية القديمة من طراز مارتيني هنري و25,000 حربة إلى القوات التركية. كما قدم السوفيات مساعدات مالية للحركة الوطنية التركية، ولكن ليس إلى الحد الذي وعدوا به بل إلى درجة قريبة مما يكفي لتعويض النقص الكبير في إمدادات الأسلحة. تلقى الأتراك في المرحلة الثانية من الحرب مساعدات عسكرية كبيرة من إيطاليا وفرنسا، الذين دعموا الأتراك ضد اليونان التي كانت بنظرهم عميلة لبريطانيا. شعر الإيطاليون بالمرارة من خسارتهم لولاية سميرنا إلى اليونان واستخدموا قاعدتهم في أنطاليا لتسليح وتدريب القوات التركية لمساعدتها ضد اليونان.
بغض النظر عن عوامل أخرى، ساهم التناقض بين دوافع كلا الجانبين في النتيجة النهائية على نحو حاسم. فالأتراك كانوا يدافعون عن وطنهم ضد ما نظر على أنه عدوان إمبريالي. كما كان مصطفى كمال سياسياً ذكياً، قدم نفسه ثورياً للشيوعيين، وحامياً للتقاليد والنظام إلى المحافظين، وهو جندي وطني للقوميين، وقائد مسلم للمتدينين، حتى تمكن من جمع عناصر المجتمع التركي وحثهم على القتال. في خطبه العامة، وصف الأناضول كنوع «من حصن ضد الاعتداءات الموجهة إلى جميع الشرق». وقال أن النضال لم يكن حول تركيا وحدها، بل «إنها قضية الشرق». جذبت الحركة الوطنية التركية متعاطفين وخاصة من المسلمين في بلدان الشرق الأقصى، والذين كانوا يعيشون في ظل نظم استعمارية والذين رأوا تركيا القومية البلد المسلم المستقل الوحيد. أنشأت لجنة الخلافة في بومباي صندوقاً لمساعدة الكفاح الوطني التركي وأرسلت مساعدات مالية ورسائل تشجيع مستمرة قيل في إحداها:
| الحرب التركية اليونانية (1919–1922) | قام مصطفى كمال باشا بفعل المعجزات حيث لاتمتلك أدنى فكرة كيف يعشق الشعب المسلم في الهند اسمه... نحن في انتظار معرفة شروط السلام التي ستعرضها أنقرة على اليونان... ندعوا الله سبحانه وتعالى أن يمنح النصر لجيوش غازي مصطفى كمال ويحفظ تركيا من أعدائها... | الحرب التركية اليونانية (1919–1922) |

امتلكت القوات التركية العزم والكفاءة القيادية الإستراتيجية والتكتيكية، حيث كان قواد الجيش التركي من مخضرمي الحرب العظمى. كما تمتعوا بميزة الدفاع، وتنفيذها في شكل جديد هو «دفاع المنطقة». في ذروة الهجوم اليوناني، أمر مصطفى كمال قواته قائلاً:
| الحرب التركية اليونانية (1919–1922) | لا يوجد شيء يُسمى بخط الدفاع، هناك فقط الأرض، هذه الأرض هي الوطن بأسره. لا يمكن التخلي عن شبر واحد من بلادنا ما لم يكن مضرجاً بدماء الشعب. | الحرب التركية اليونانية (1919–1922) |

كان مبدأ الدفاع الرئيسي في الحرب العالمية الأولى هو الدفاع عن خط، لذلك كان ما قاله كمال غير مألوف في وقتها، بيد أنه أثبت نجاحه لاحقًا.
على الجانب الآخر، استمدت هزيمة اليونانيين مباشرة من الفقدان التدريجي للقوة الدافعة، والانقسام الوطني والتخطيط الإستراتيجي الضعيف في تقدمهم في العمق التركي. قاتل الجيش اليوناني بوجود خلفية من الاضطرابات السياسية المستمرة والانقسام في الجبهة الداخلية. رغم اعتقاد الغالبية «بالتفوق الأخلاقي» على مطامع «أعدائهم القدامى»، إلا أنه وجدت قلة ليست بالقليلة بينهم لا ترى سبباً لاستمرار القتال وتفضل العودة إلى الديار. ومما ساهم في استياء الشعب اليوناني أيضًا التضحية بالآلاف من الشبان اليونانين لمصلحة آسيا الصغرى، بينما كان تجنيد السكان المحليين من اليونانين الأناضولين في حده الأدنى. تقدم الجيش اليوناني دون أهداف إستراتيجية واضحة، مرهقاً بعد أشهر من القتال المرير والمسيرات الطويلة. كانت الإستراتيجية الرئيسية توجيه ضربة قاتلة من شأنها أن تشل الجيش التركي إلى الأبد وإجبارهم على توقيع معاهدة سيفر. حازت هذه الإستراتيجية بعض المنطق آنذاك، ولكن بعد ذلك ثبت خطؤها القاتل، حيث أن اليونان هاجمت عدواً استطاع التراجع باستمرار إلى خطوط دفاعية متجددة، وتجنب الحصار والدمار.

## الأعمال الوحشية والتطهير العرقي من قبل الجانبين

### مذابح اليونان بحق الأتراك

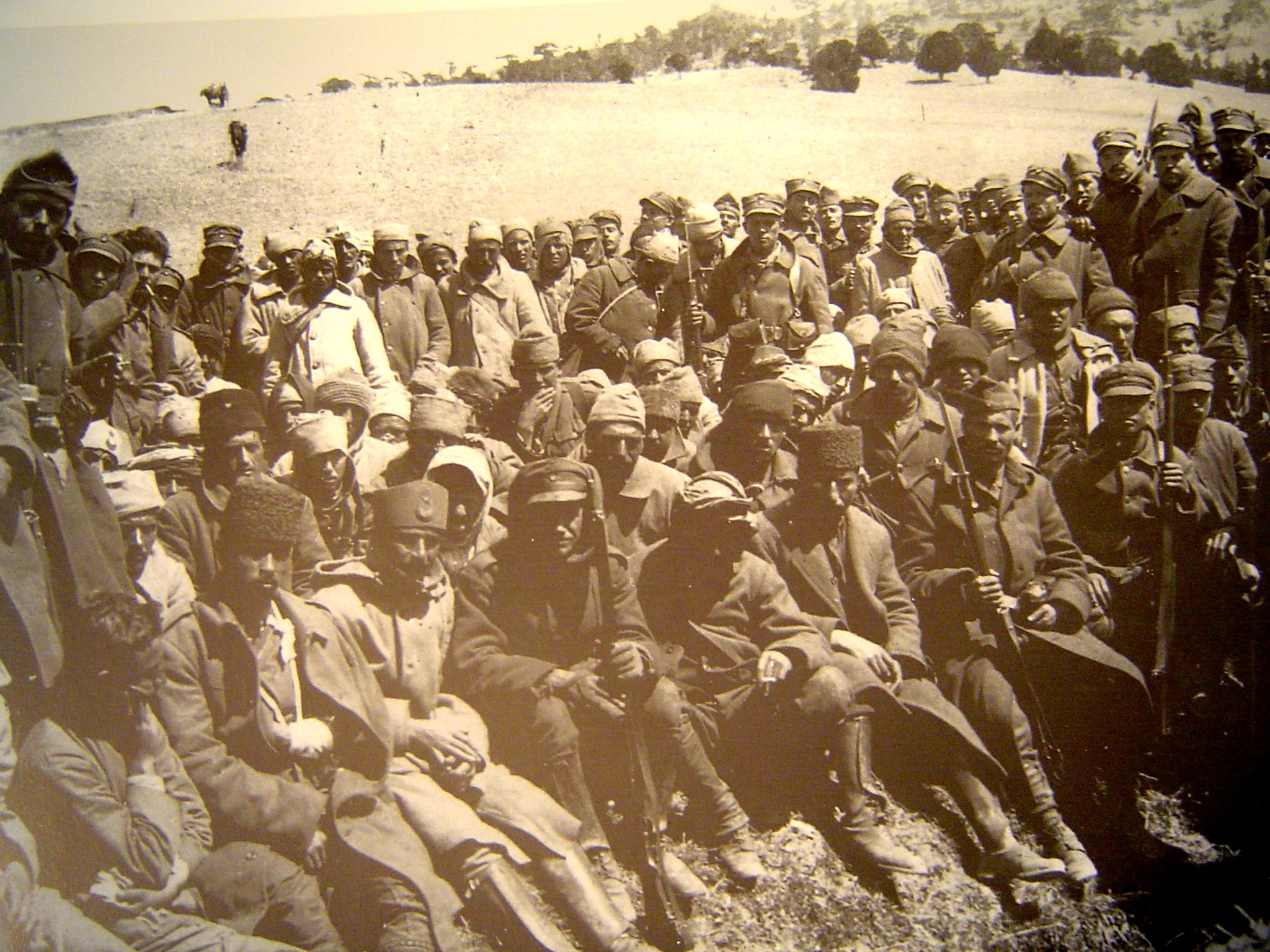
أسرى أتراك بعد معركة سقاريا.

كتب المؤرخ البريطاني أرنولد توينبي عن فظائع ارتكبت منذ الاحتلال اليوناني لإزمير في 15 أيار سنة 1919. ذكر توينبي أيضا أنه وزوجته شهدا على الفظائع التي ارتكبها اليونانيون في يالوفا، جمليك، وإسميد كما أنهما لم يحصلا فقط على أدلة مادية وفيرة في شكل «منازل احرقت ونهبت، جثث حديثة، وناجين مرهبون» إنما شهدوا أيضاً أعمال نهب من قبل مدنيين يونانيين وحرائق تسبب بها جنود يرتدون الزي العسكري. كتب توينبي يقول:
| الحرب التركية اليونانية (1919–1922) | ما أن نزلوا حتى بدأت حرب لا هوادة فيها ضد الشعب التركي، ولم يكتفوا بارتكاب الفظائع وفقاً لطريقة الشرق الأدنى، لكنهم رموا النفايات في وادي ميندر الخصب، وأجبروا الآلاف من الأتراك المشردين على اللجوء إلى ما وراء المناطق المحتلة. | الحرب التركية اليونانية (1919–1922) |

ذكر المؤرخ تانر أكام أن ضابطاً بريطانياً ادعى:
| الحرب التركية اليونانية (1919–1922) | تأسست القوى الوطنية فقط لغرض قتال اليونانيين... الأتراك على استعداد لأن يكونوا في ظل سيطرة أي دولة أخرى... لم يكن هناك أي مقاومة منظمة خلال فترة الاحتلال اليوناني. ومع ذلك، فإن اليونانيين أصروا على القمع، واستمروا في حرق القرى وقتل الأتراك واغتصاب وقتل النساء والفتيات، وخنق الأطفال حتى الموت. | الحرب التركية اليونانية (1919–1922) |

ذكرت لجنة مشتركة للحلفاء في شبه جزيرة يالوفا - جمليك، في تقريرها الوارد بتاريخ 23 أيار 1921، خلال فترة الاحتلال اليوناني لغربي الأناضول، ما يلي:
| الحرب التركية اليونانية (1919–1922) | يبدو أنه كان هناك طريقة مميزة ومنتظمة متبعة في تدمير القرية تلو الأخرى، خلال الشهرين الماضيين، والتي وصلت حتى تدمير الأحياء قرب مقر القيادة اليونانية. يعتبر أعضاء اللجنة أنه في كازاس من يالوفا – جمليك المحتلة من قبل الجيش اليوناني، توجد خطة منهجية لتدمير القرى التركية والتخلص من السكان المسلمين. يجري تنفيذ هذه الخطة من قبل العصابات اليونانية والأرمنية، التي يبدو أنها تعمل وفقاً للتعليمات اليونانية وأحياناً بمساعدة من القوات النظامية. | الحرب التركية اليونانية (1919–1922) |

ذكرت هذه اللجنة أيضاً أن تدمير القرى واختفاء السكان المسلمين قد يكون هدفه إنشاء حالة سياسية في المنطقة مواتية للحكومة اليونانية. كتب م.غيري، ممثل الصليب الأحمر[ ؟ ] في جنيف الذي رافق لجنة الحلفاء المشتركة التالي:
| الحرب التركية اليونانية (1919–1922) | ... استُخدم جيش الاحتلال اليوناني لإبادة السكان المسلمين في شبه الجزيرة يالوفا – جمليك. تشمل الوقائع الثابتة حرق القرى، المذابح وإرهاب السكان، تزامن المكان والزمان لا يترك مجالا للشك في هذا الخصوص. الفظائع التي شهدناها، أو التي شهدنا أدلة مادية عليها، قامت بها عصابات مسلحة غير نظامية من المدنيين (تشيتي)، ومن وحدات من الجيش النظامي... وبدلاً من تجريدها من السلاح وتفكيكها، تعاونت هذه العصابات في أنشطتها جنبا إلى جنب مع وحدات من الجيش النظامي. | الحرب التركية اليونانية (1919–1922) |

كتب أرنولد توينبي أنهم حصلوا على دلائل مقنعة على فظائع مماثلة بدأت في مناطق واسعة في جميع أنحاء الأراضي المحتلة من قبل اليونان منذ حزيران عام 1921. كما كتب توينبي: «أقرب ما يمكن وصف وضع الأتراك في مدينة سميرنا دون مبالغة أنهم محكومين حكمًا إرهابيًا، يمكن الاستدلال أن المعاملة التي يلقونها في مقاطعات البلاد قد ازدادت سوءاً بشكل نسبي».

### سياسة الأرض المحروقة اليونانية
اتبع الجيش اليوناني المتقهقر، وفقا لعدد من المصادر، سياسة الأرض المحروقة خلال المرحلة الأخيرة من الحرب. كتب المؤرخ المختص في الشرق الأوسط، سيدني نيتلتون فيشر أن «الجيش اليوناني خلال انسحابه انتهج سياسة الأرض المحروقة وارتكب كل أنواع الانتقام المعروفة ضد القرويين الأتراك العزل في طريقه».
جيمس بارك لودر، نائب القنصل الأمريكي في القسطنطينية في ذلك الوقت، والذي جال كثيرًا في المنطقة المنكوبة على الفور بعد إجلاء اليونانية، وصف الوضع في المدن والبلدات المحيطة بإزمير وقال انه شهد التالي:
| الحرب التركية اليونانية (1919–1922) | مانيسا... دمرت تدميراً كاملاً تقريباً... 10,300 منزل، 15 مسجداً، حمامان، 2,278 محلات تجارية و19 فندقاً، و26 قصراً... دمرت. قصبة (اليوم تورجوتلو) بلدة كانت بتعداد 40,000 نسمة، منهم 3,000 من غير المسلمين. من بين 37,000 من المسلمين الأتراك يمكن القول أنه تبقى منهم 6,000 من بين الأحياء، بينما ثبت مقتل 1,000 من الأتراك بالأعيرة النارية أو حرقاً حتى الموت. من بين 2,000 مبنى في المدينة، صمد 200 فقط. توفرت شهادات بحول التدمير المنهجي في المدينة من قبل الجنود اليونانيين، يعاونهم عدد من المدنيين اليونانيين والأرمن. استخدم كل من الكيروسين والبنزين بحرية للتيقن من الدمار وجعله سريعاً وكاملاً. في ألاشهير، استخدمت مضخات يدوية لرش جدران المباني بالكيروسين. خلال تفقدنا للخراب في المدينة، وجدنا عدداً من الجماجم والعظام، متفحمة سوداء، مع بقايا شعر ولحم ملتصقة بها. وبعد إصرارنا، فتحت عدد القبور التي تبدو جديدة ووصلنا إلى قناعة تامة بأن هذه الجثث ليست أقدم من أربعة أسابيع. | الحرب التركية اليونانية (1919–1922) |

واستخلص القنصل بارك ما يلي:
1. نفذ اليونانيون تدمير المدن الداخلية التي زارها.
2. وصلت نسبة المباني المدمرة في كل من المدن الأربع الماضية إلى: 90% في كل من مانيسا وقصبة (تورجوتلو)، 70% في ألاشهير، و65% في صاليحلي.
3. لم يكن حرق هذه المدن عشوائياً، ولا متقطعاً، ولا مصادفة، لكنه كان جيد التخطيط ودقيق التنظيم.
4. كانت هناك حالات عديدة من العنف الجسدي، معظمها كان متعمداً وسافراً. بدون أرقام كاملة، والتي كان من المستحيل الحصول عليها، فإنه بالإمكان وصف ذلك بأعمال وحشية ارتكبها اليونانيون المنسحبون وأعدادهم بالآلاف في المدن الأربع قيد النظر. تشمل هذه ثلاثة الأنواع المعروفة في هذه الفظائع، وهي القتل والتعذيب والاغتصاب.

كتب كينروس:
| الحرب التركية اليونانية (1919–1922) | تحولت أغلب القرى في طريقه إلى أنقاض. ثلث أوشاك لم يعد قائما. ألاشهير لم تعد أكثر من تجويف متفحم مظلم، مشوهة للتلة. تحولت القرى قرية بعد قرية إلى أكوام من الرماد. من بين 18,000 من المباني في مدينة مانيسا التاريخية المقدسة، صمد فقط 500. | الحرب التركية اليونانية (1919–1922) |

يقدر عدد المفقودين بحوالي 3,000 شخص خلال حرق ألاشهير وحدها. ومن أبرز الأمثلة على وحشية أعمال الجيش اليوناني خلال تراجعه، ما جرى في 14 شباط سنة 1922، في قرية قاراتيبه في ولاية أيدين، فبعد أن طوقت من قبل اليونانيين، وضع جميع السكان في المسجد، ثم أحرق المسجد بمن فيه، وأطلق النار على القليلين الذين استطاعوا الفرار. بلغ القنصل الإيطالي، م. ميازي أنه زار قرية تركية، حيث ذبح اليونانيون ما يقرب من 60 من النساء والأطفال. كما أيد هذا التقرير النقيب كوشر، القنصل الفرنسي.

### المذابح التركية بحق اليونان والأرمن

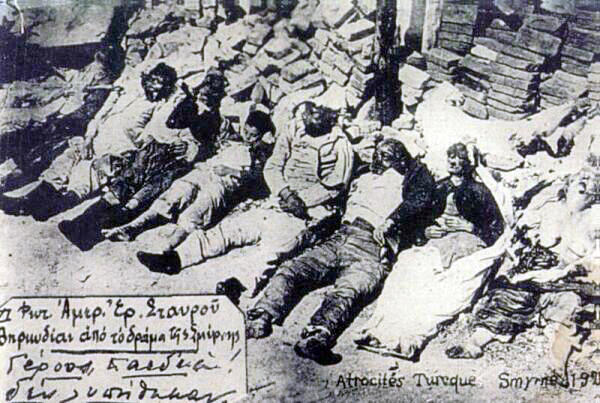
جثث محترقة لعدد من اليونانيين سكان إزمير. ألتقطت الصورة بعد الحريق الكبير على يد متطوعين في الصليب الأحمر.

ذكرت العديد من الصحف الغربية تقارير عن انتهاكات جسيمة ارتكبتها القوات التركية بحق المدنيين المسيحيين اليونان والأرمن بشكل رئيسي. ذكر المؤرخ البريطاني توينبي أن القوات التركية تعمدت إحراق العديد من المنازل اليونانية وصب البنزين عليها والتأكد من دمارها كلياً. ظهرت مذابح على طول الفترة الممتدة بين سنة 1920 وسنة 1923، خلال حرب الاستقلال التركية، وخاصة من الأرمن في الشرق والجنوب، ضد اليونانيين في منطقة البحر الأسود. كما لوحظت استمرارية كبيرة بين منظمي المذابح بين سنة 1915 وسنة 1917 وسنتيّ 1919 و1921 في شرقي الأناضول.
وفقاً لصحيفة التايمز اللندنية: «قالت السلطات التركية صراحة بأن نيتهم المتعمدة التخلص من جميع اليونانيين، ودعمت أعمالهم أقوالهم»، بينما كتبت صحيفة بلفاست الإخبارية: «إن الحكاية المروعة من الوحشية والبربرية التي يمارسها الأتراك الآن هي جزء من سياسة منهجية لإبادة الأقليات المسيحية في آسيا الصغرى.». وفقاً لصحيفة كريسشان ساينس مونيتور، شعر الأتراك بالحاجة إلى قتل الأقليات المسيحية بسبب التفوق المسيحي من حيث الاجتهاد وبالتالي الشعور التركي بالغيرة والدونية، كتبت الصحيفة: «كانت النتيجة تولد مشاعر القلق والغيرة في نفوس الأتراك مما دفع بهم في السنوات اللاحقة إلى الشعور الإحباط، حيث يعتقدون أنهم لا يستطيعون التنافس مع رعاياهم المسيحيين في فنون السلام وبأن المسيحيين واليونانيين خاصة مجتهدون ناجحون ومتعلمون مقارنة بمنافسيهم، لذلك من وقت لآخر يحاولون جاهدين تصحيح التوازن عن طريق الطرد والمذابح، كان هذا حال الأجيال السابقة في تركيا ولكن القوى العظمى قاسية وعديمة الحكمة ما يكفي لمحاولة تكريس سوء الحكم التركي تجاه المسيحيين».
قال الحاكم التركي، أبو بكر حازم تيبيران، في مقاطعة سيواس في عام 1919، ان المجازر كانت رهيبة حتى إنه لم يستطع تحمل الإبلاغ عنها. وكان يشير إلى الفظائع التي ارتكبت ضد اليونانيين في منطقة البحر الأسود، وفقاً للإحصاءات الرسمية فقد قتل 11,181 من اليونانيين في عام 1921 من قبل الجيش المركزي تحت قيادة نور الدين باشا (الذي اشتهر بانه قتل المطران كريسوستوموس). طالب بعض نواب البرلمان بإعدام نور الدين باشا وتقرر تقديمه للمحاكمة على الرغم من أنها ألغيت لاحقاً لتدخل مصطفى كمال. كتب تانر أكام أنه وفقاً لإحدى الصحف، أن نور الدين باشا اقترح قتل جميع السكان اليونانيين والأرمن المتبقين في الأناضول، وهو اقتراح رفضه مصطفى كمال.
ووفقا لصحيفة الإسكتلندي، في 18 آب 1920، في مقاطعة فيفال من كرم أوصال، وجنوب شرق إسميد في آسيا الصغرى، ذبح الأتراك 5,000 من المسيحيين. إضافة إلى ذبح اليونان تعرض الأرمن لمجازر الأتراك، استمراراً لسياسات الإبادة الجماعية للأرمن من عام 1915 وفقا لكثير من الصحف الغربية.

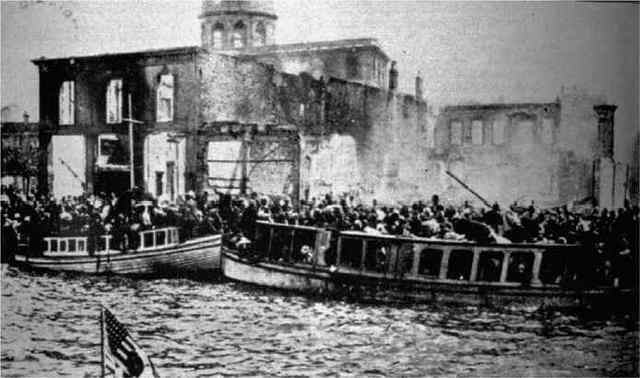
مدنيون يونانيون يهربون من إزمير المشتعلة نحو سفن الحلفاء.

ظهرت مذابح على نطاق واسع ضد اليونانيين في منطقة البنطس، والتي تقول اليونان وقبرص بأنها إبادة الجماعية. في 25 شباط 1922 دمرت 24 قرية في تلك المنطقة تماماً. كتبت صحيفة أتلانتا أوبزيرفر الأمريكية: «رائحة جثث النساء والأطفال المحترقة في البنطس تأتي بمثابة تحذير لما ينتظر المسيحيين في آسيا الصغرى بعد انسحاب الجيش اليوناني.» في الأشهر القليلة الأولى من عام 1922، قتل ما يقرب من 10,000 يوناني من قبل القوات الكمالية المتقدمة، وفقاً لصحيفة بلفاست الإخبارية. أقدم الأتراك على ممارسة الرق، واستعباد النساء والأطفال لخدمة نسائهم، كما قام عدد من الجنود الأتراك باغتصاب النساء. عوملت منظمات الإغاثة الأمريكية بأقل احترام، حتى عندما كانوا يساعدون المدنيين المسلمين. كتبت صحيفة كريسشان ساينس مونيتور أن السلطات التركية منعت أيضا المبشرين وجماعات الإغاثة الإنسانية من مساعدة المدنيين اليونانيين الذين أحرقت بيوتهم، حيث تركت السلطات التركية هؤلاء الناس للموت على الرغم من وفرة المساعدات. كتبت كريسشان ساينس مونيتور: «إن الأتراك يحاولون إبادة السكان اليونانيين بشدة أكبر مما كان يمارس تجاه الأرمن في عام 1915».
ووفقا لخطاب في عام 2002 من قبل حاكم نيويورك حينها (حيث يقيم عدد كبير من السكان الأمريكيين من أصول يونانية) جورج باتاكي (من أصل مجري)، تحمل اليونان من آسيا الصغرى قسوة لا حد لها خلال الحملة المنهجية التي أقرتها الحكومة التركية لتشريدهم، وتدمير مدنهم وقراهم وذبح مئات الآلاف من المدنيين في المناطق التي يشكلون أغلبيتها، وعلى ساحل البحر الأسود، والبنطس، والمناطق المحيطة بسميرنا، وتم نفي الناجون من تركيا، واليوم هم وأولادهم يعيشون في الشتات في جميع أنحاء اليونان.
اضطر عدد كبير من السكان اليونان لمغادرة أوطان أسلافهم في إيونيا والبنطس وتراقيا الشرقية بين سنتيّ 1914 و1922. ولم يسمح لهؤلاء اللاجئين، فضلا عن الأمريكيين اليونان ذوي الجذور الأناضولية، أن يعودوا بعد عام 1923 عندما وُقعت معاهدة لوزان. تبادلت تركيا واليونان السكان وفقًا للمعاهدة التي وقعتها الحكومتان، فانتقل المواطنين الأرثوذكس اليونان في تركيا إلى اليونان وعاد المواطنين المسلمين في اليونان إلى تركيا. كانت تلك المعادة، وفقاً لنورمان نيمارك، الجزء الأخير من حملة التطهير العرقي التي قام بها مصطفى كمال لإنشاء وطن نقي عرقياً من الأتراك، حيث اقتلع نحو 1.5 مليون من اليونانيين في تركيا في مقابل أقل من نصف مليون مسلم من اليونان اقتلعوا من ديارهم. ووفقا للمؤرخة دينا شيلتون: «أنهت معاهدة لوزان النقل القسري لليونانيين من البلاد».

## معرض صور

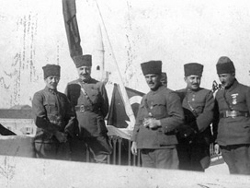
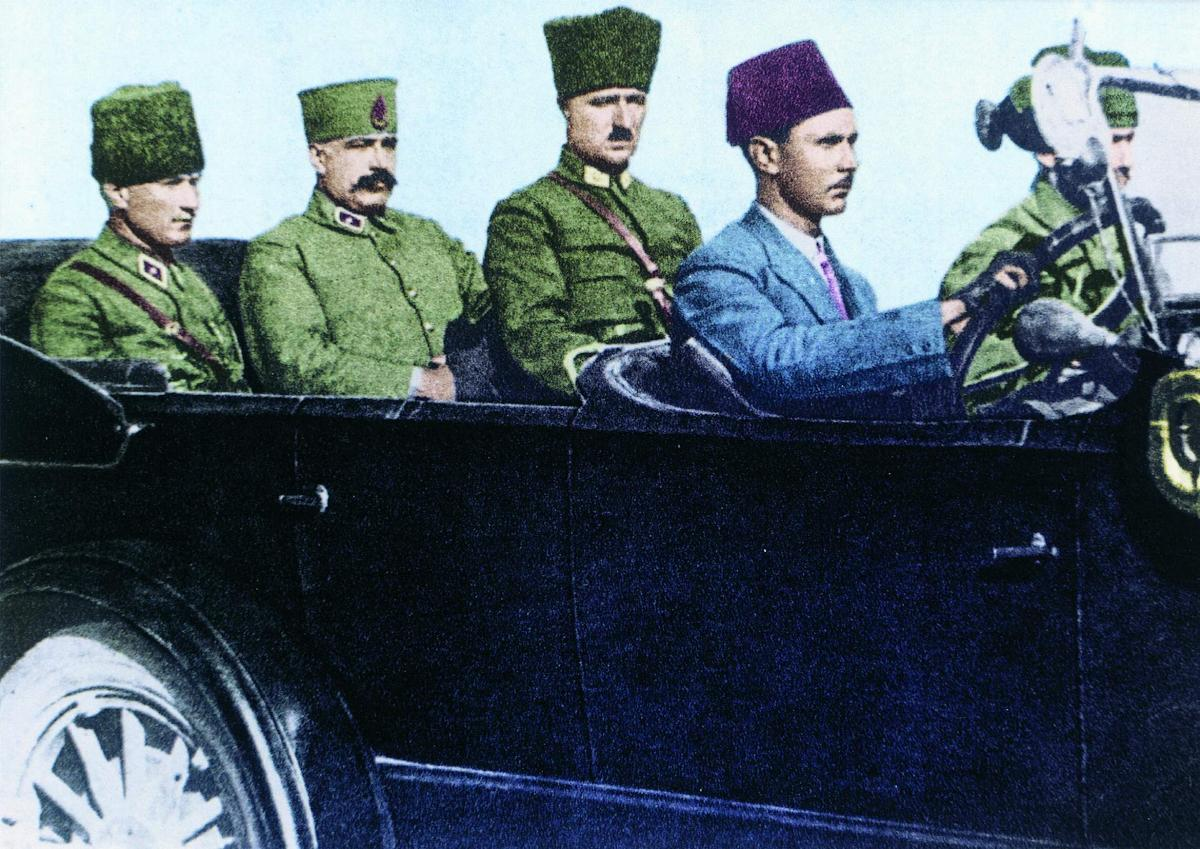
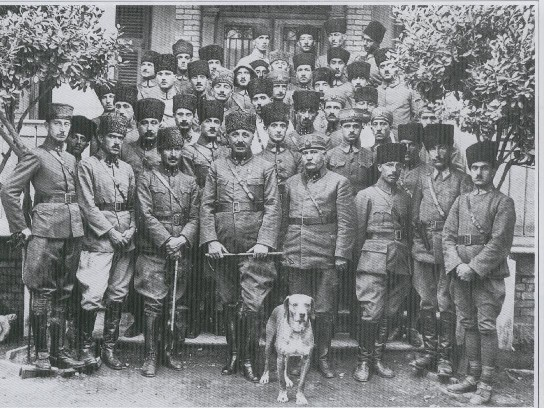
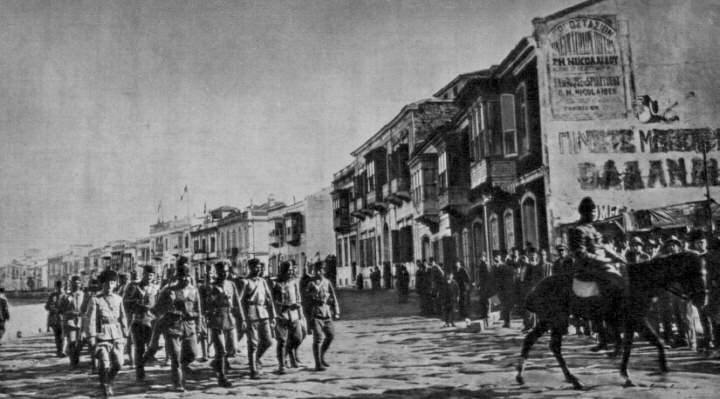

## وصلات خارجية
- (بالإنجليزية) الحرب التركية اليونانية (1919-1922)، اللجنة الدولية للصليب الأحمر